# 売れた音楽家の一覧
売れた音楽家の一覧（うれたおんがくかのいちらん、英: List of best-selling music artists）は、世界的に音楽CD、レコードが売れた音楽家の一覧である。
本稿は、多数の信頼に値する情報源を対象に調査を行い、売上が5000万枚以上のアーティストを記載した一覧である。売上の内訳は、アーティストが今までにリリースしたアルバム、シングルである。

## 通算売上の多いアーティスト

### 3億枚以上

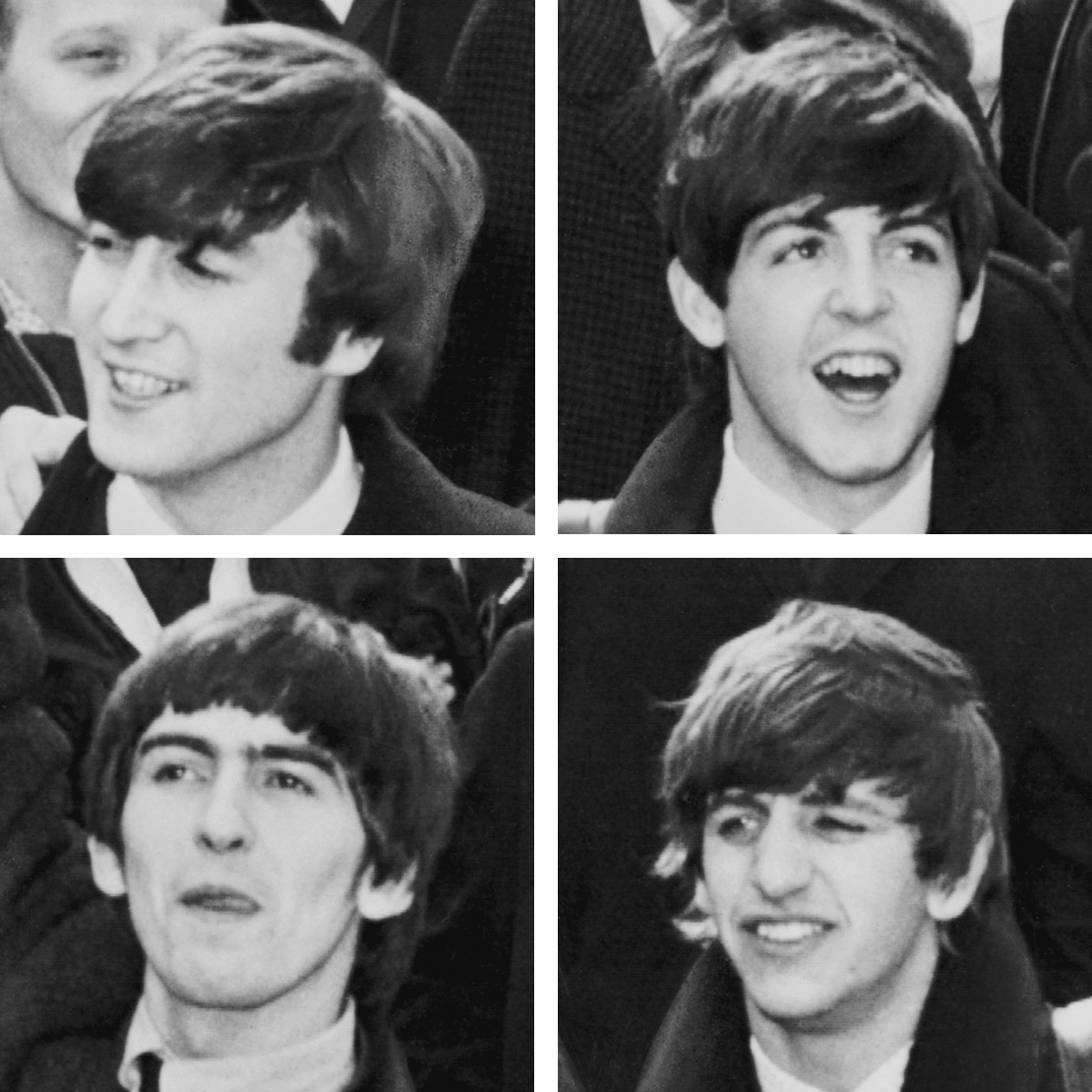
ビートルズ
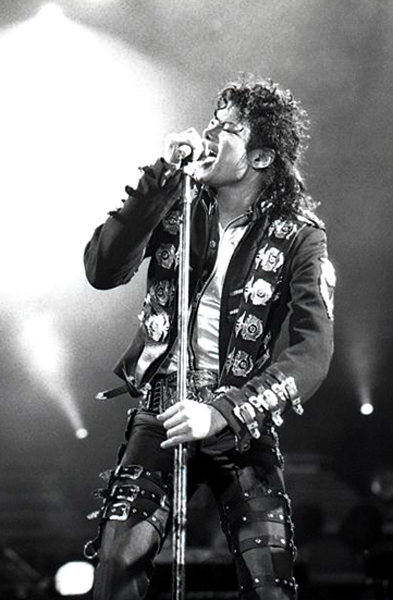
マイケル・ジャクソン
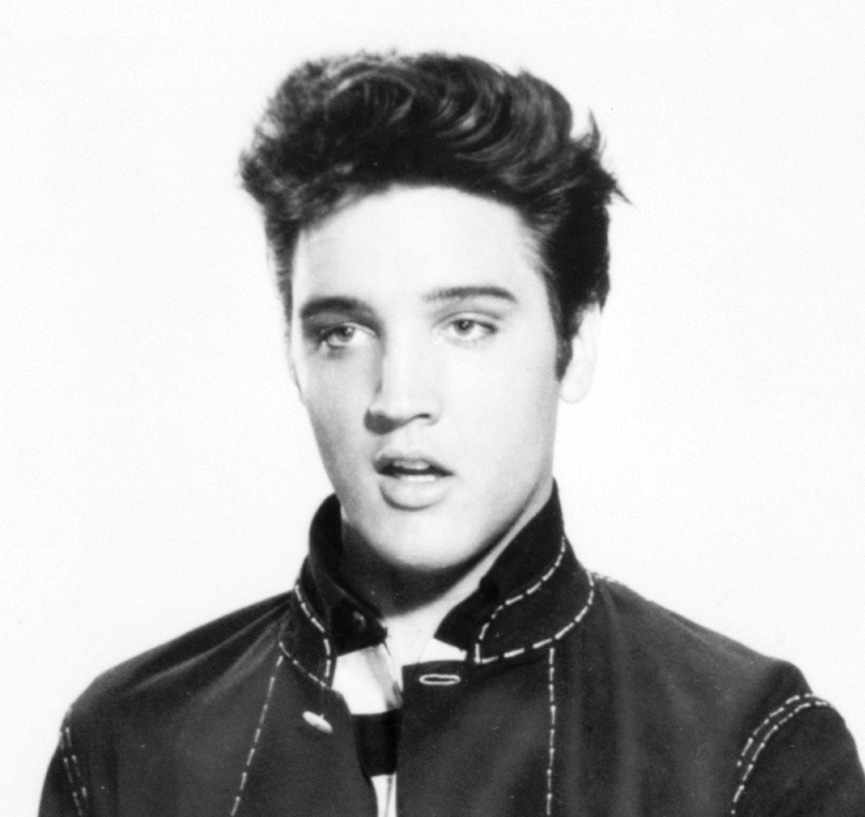
エルヴィス・プレスリー
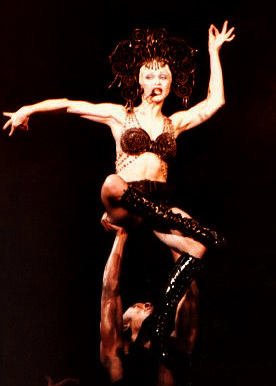
マドンナ
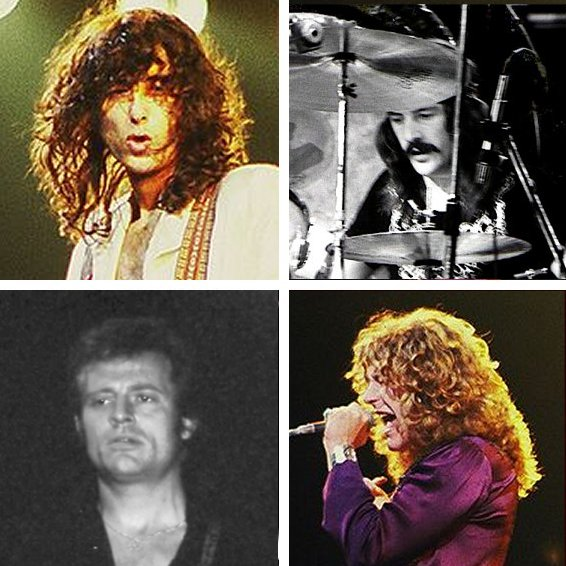
レッド・ツェッペリン

| アーティスト           | 国別           | 活動期間        | ジャンル                           | 各国の売上 (特定可能な所から集計)[Notes] | 推定売上     |
| ---------------------- | -------------- | --------------- | ---------------------------------- | --- | ------------ |
| ビートルズ             | イギリス       | 1960年 - 1970年 | ロック, ポップ                     | US: 217,250,000 JPN: 4,950,000[Notes] UK: 29,745,000[Notes] GER: 8,000,000[Notes] FRA: 3,890,000[Notes] CAN: 14,455,000[Notes] AUS: 3,060,000[Notes] BRA: 550,000[Notes] ARG: 1,926,000[Notes] SWE 485,000[Notes] SWI: 350,000[Notes] AUT: 500,000[Notes] 認定された売上合計: 289,500,000                                                                 | 6億 - 5億    |
| マイケル・ジャクソン   | アメリカ合衆国 | 1964年 - 2009年 | ポップ, R&B, ダンス                | US: 177,300,000 JPN: 4,650,000[Notes] UK: 46,180,000 GER: 14,525,000 FRA: 11,700,000 CAN: 10,350,000 AUS: 7,720,000[Notes] BRA: 460,000[Notes] MEX: 5,690,000[Notes] SPA: 2,795,000[Notes] NLD: 2,200,000 ARG: 664,000 SWE: 1,330,000[Notes] SWI: 1,010,000[Notes] POL: 530,000[Notes] FIN: 384,127 AUT: 1,197,000[Notes] 認定された売上合計: 288,685,127 | 5億 - 4億    |
| エルヴィス・プレスリー | アメリカ合衆国 | 1954年 - 1977年 | ロックンロール, ポップ, カントリー | US: 199,150,000 UK: 6,100,000[Notes] GER: 1,500,000[Notes] FRA: 2,400,000[Notes] CAN: 2,700,000[Notes] AUS: 1,000,000[Notes] NLD: 520,000[Notes] SWE 360,000[Notes] 認定された売上合計: 213,650,000 | 5億 - 3.6億  |
| マドンナ               | アメリカ合衆国 | 1979年 -        | ポップ, ダンス                     | US: 84,700,000 JPN: 950,000 [Notes] UK: 25,800,000 GER: 12,200,000 FRA: 13,800,000 CAN: 5,400,000 AUS: 3,100,000[Notes] BRA: 3,200,000[Notes] MEX: 450,000[Notes] SPA: 1,000,000[Notes] NLD: 1,600,000 ARG: 686,000 SWE: 1,000,000[Notes] SWI: 1,000,000[Notes] AUT: 560,000[Notes] POL: 495,000[Notes] FIN: 592,416 認定された売上合計: 156,500,000      | 3億 - 2.75億 |
| レッド・ツェッペリン   | イギリス       | 1968年 - 1980年 | ハードロック, ヘヴィメタル         | US: 114,100,000 UK: 8,500,000[Notes] GER: 3,300,000[Notes] FRA: 1,900,000[Notes] AUS: 1,900,000[Notes] BRA: 350,000[Notes] ARG: 450,000[Notes] 認定された売上合計: 130,500,000 | 3億 - 2億    |

### 2億枚以上

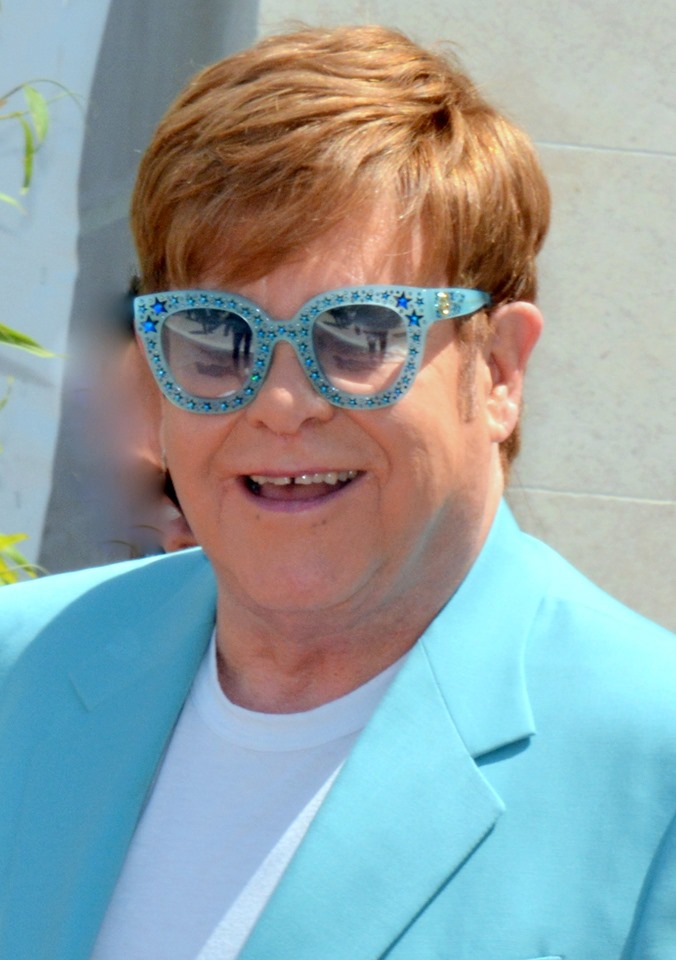
エルトン・ジョン
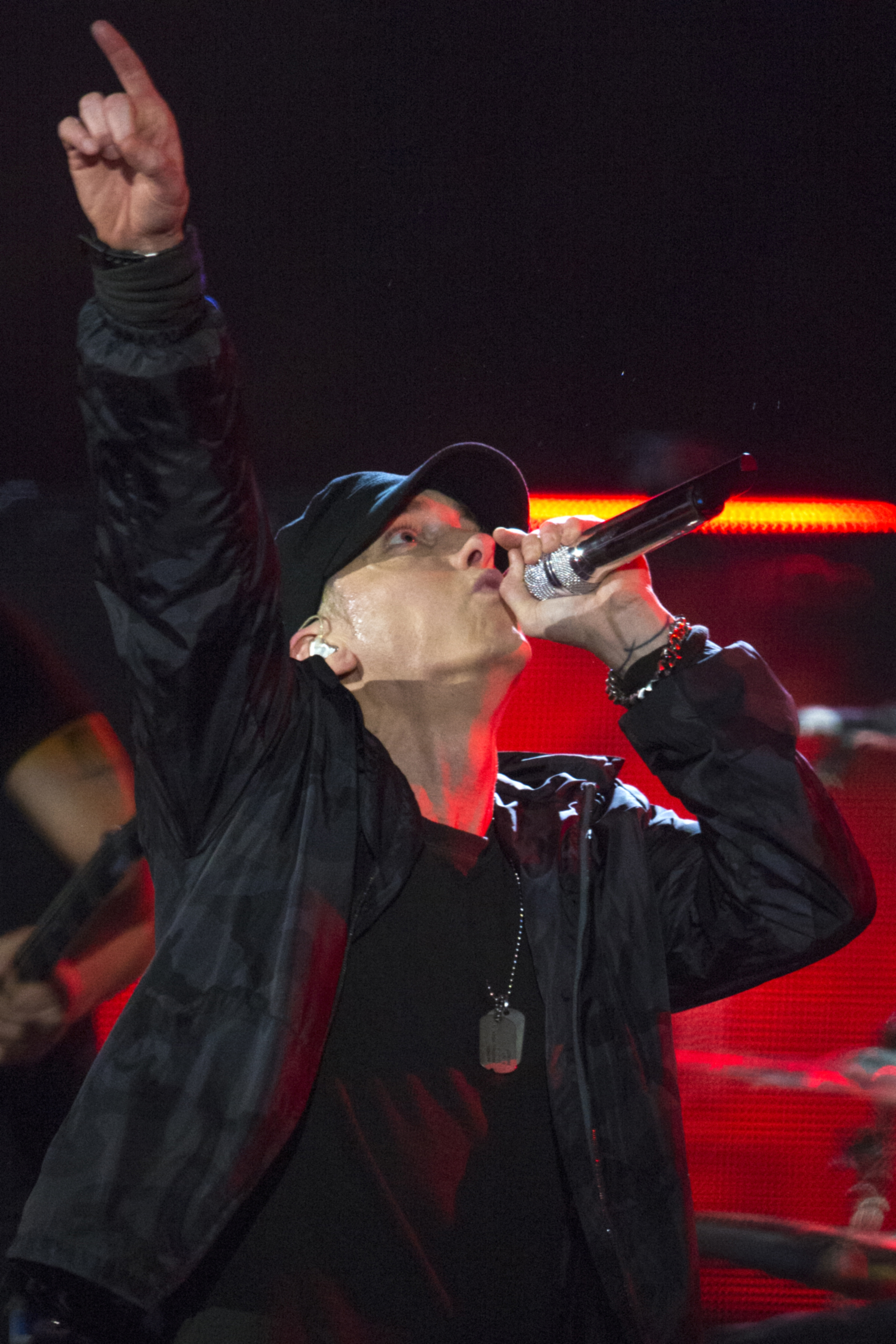
エミネム
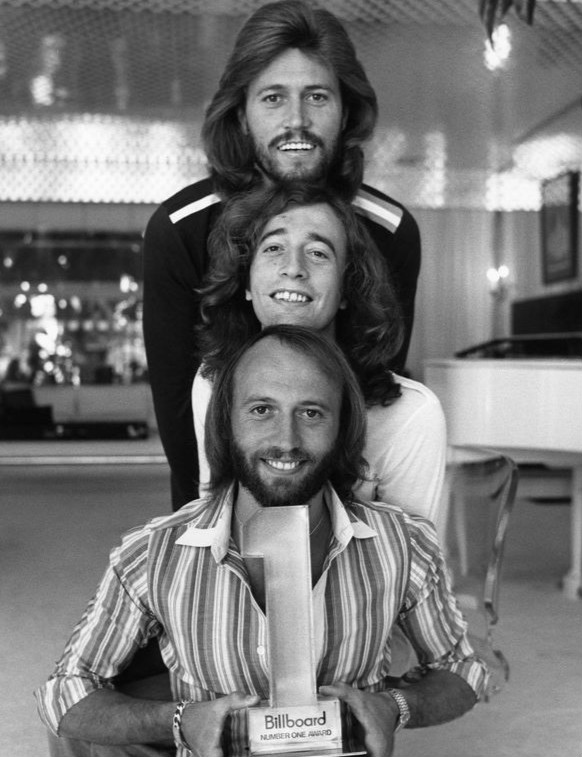
ビージーズ
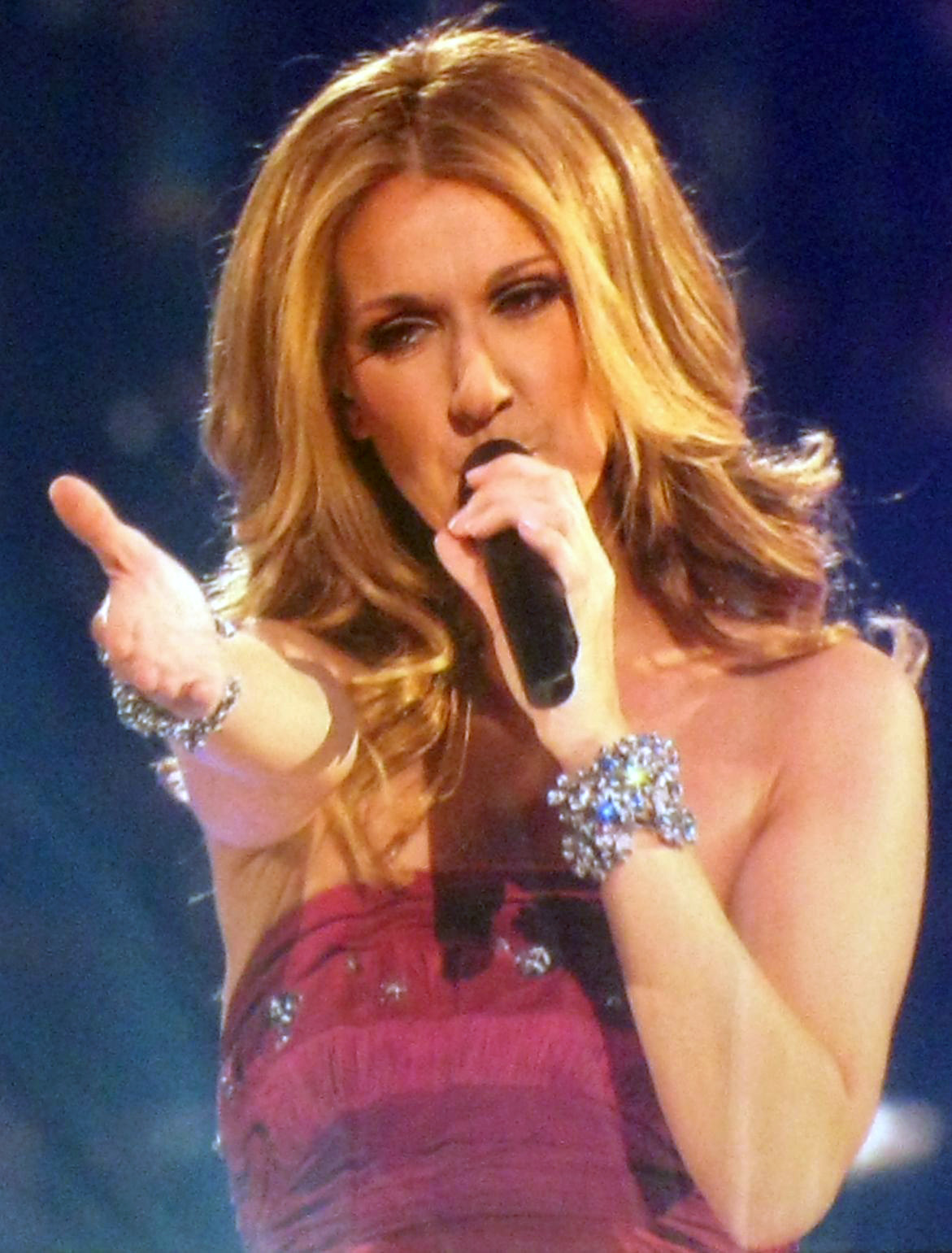
セリーヌ・ディオン
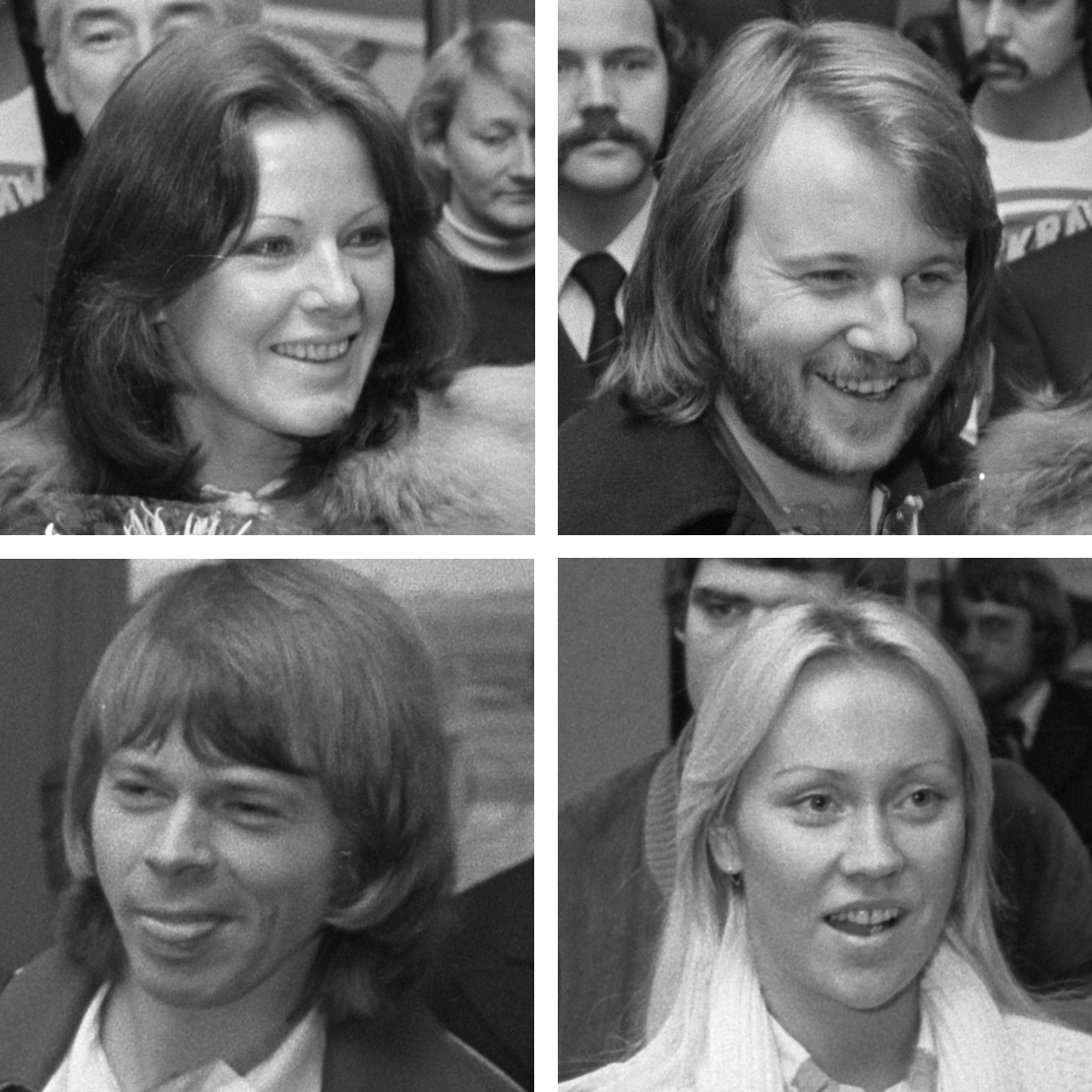
ABBA
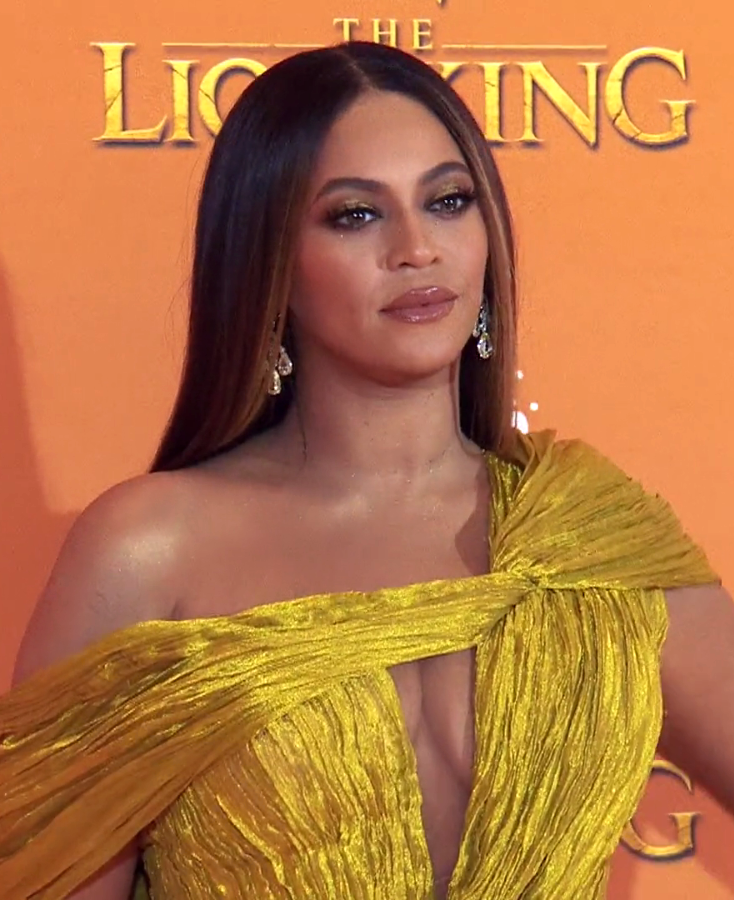
ビヨンセ
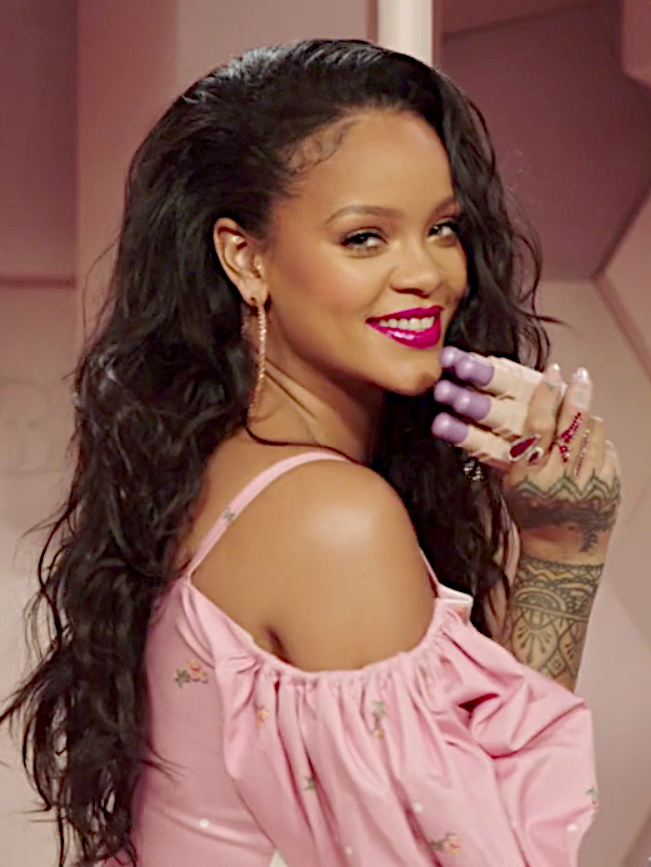
リアーナ
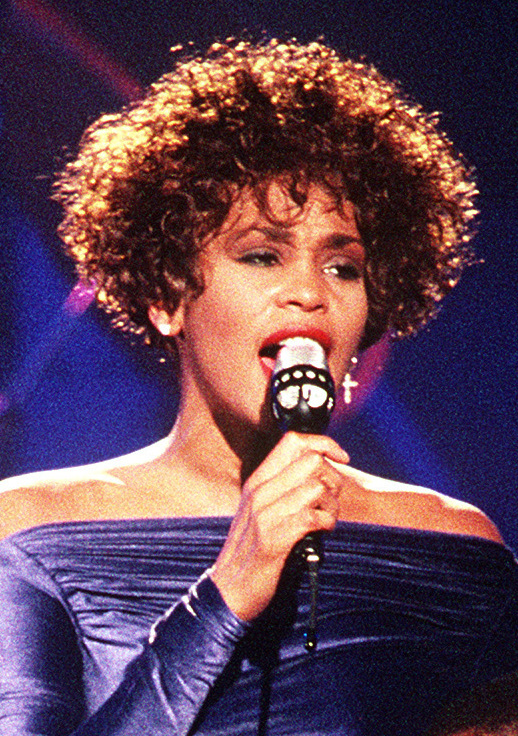
ホイットニー・ヒューストン

| アーティスト               | 国別                      | 活動期間          | ジャンル                                                 | 推定売上      |
| -------------------------- | ------------------------- | ----------------- | -------------------------------------------------------- | ------------- |
| エルトン・ジョン           | イギリス                  | 1964年 -          | ポップ / ロック                                          | 2.5億         |
| クイーン                   | イギリス                  | 1971年 -          | ロック                                                   | 2.5億         |
| リアーナ                   | バルバドス/アメリカ合衆国 | 2005年 -          | R&B / ポップ / ダンス / ヒップホップ                     | 2.5億〜 2.3億 |
| ピンク・フロイド           | イギリス                  | 1965年 - 1996年   | プログレッシブ・ロック                                   | 2.5億〜 2億   |
| ローリング・ストーンズ     | イギリス                  | 1962年 -          | ロック / ブルースロック                                  | 2.5億         |
| エミネム                   | アメリカ合衆国            | 1995年 -          | ヒップホップ                                             | 2.2億         |
| マライア・キャリー         | アメリカ合衆国            | 1990年 -          | ポップ / R&B                                             | 2.2億         |
| ホイットニー・ヒューストン | アメリカ合衆国            | 1977- 2012年      | R&B/ソウル/ポップ/ゴスペル                               | 2.2億         |
| ビージーズ                 | イギリス/オーストラリア   | 1958年 - 2003年   | ポップ / ディスコ                                        | 2.2億         |
| テイラー・スウィフト       | アメリカ合衆国            | 2006年-           | ポップ/ロック/カントリー/フォーク/オルタナティヴ・ロック | 2億           |
| ビヨンセ                   | アメリカ合衆国            | 1997年-           | R&B/ロック/ヒップホップ                                  | 2億           |
| イーグルス                 | アメリカ合衆国            | 1971-1980 1994年- | ロック                                                   | 2億           |
| セリーヌ・ディオン         | カナダ                    | 1981年 -          | ポップ                                                   | 2億           |
| AC/DC                      | オーストラリア            | 1973年 -          | ハードロック / ヘヴィメタル                              | 2億           |
| ナナ・ムスクーリ           | ギリシャ/フランス         | 1958年 - 2008年   | ポップ・フォーク                                         | 2億           |
| ABBA                       | スウェーデン              | 1972年 - 1982年   | ポップ, ディスコ                                         | 1億 -2億      |

### 1億枚以上

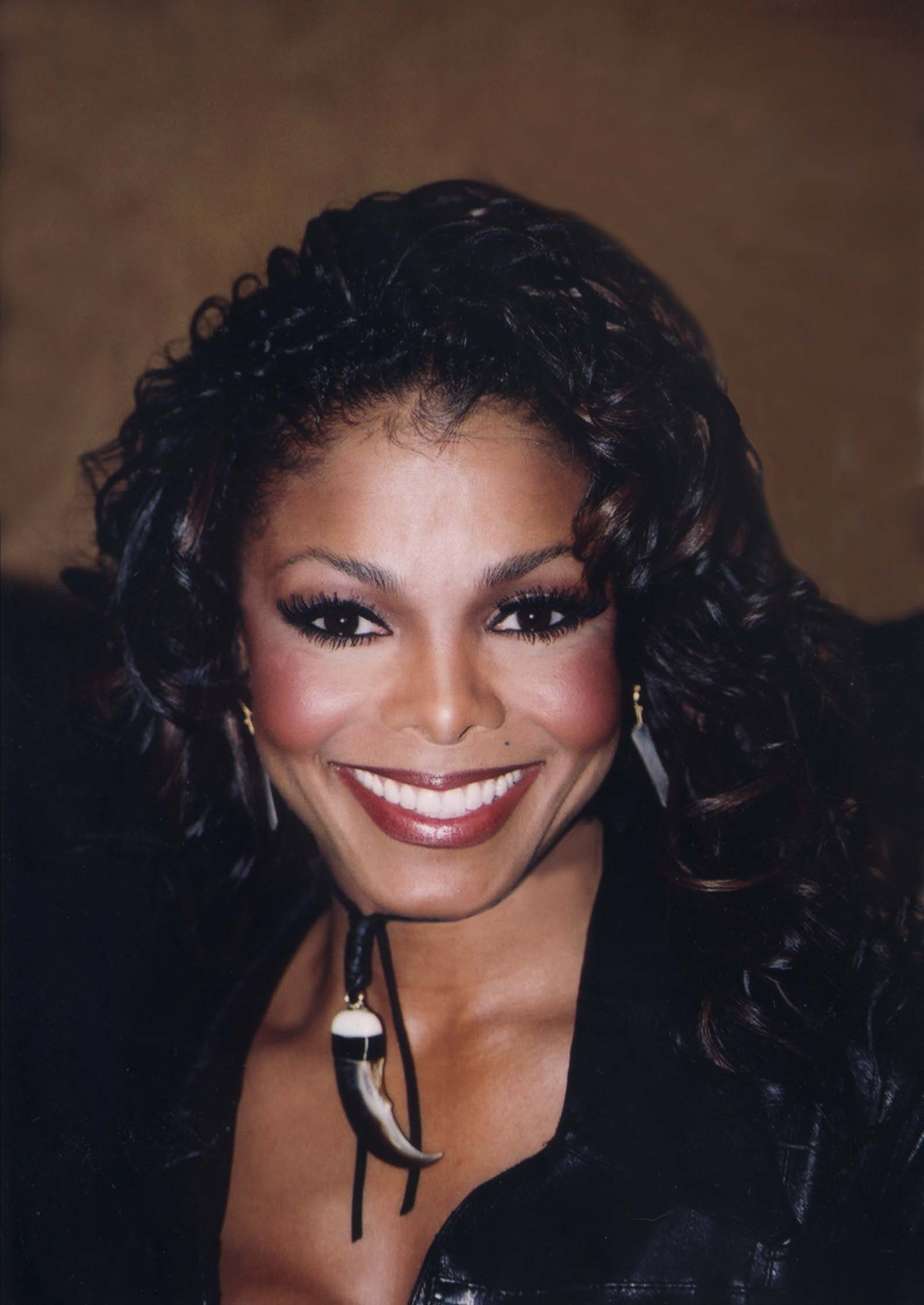
ジャネット・ジャクソン
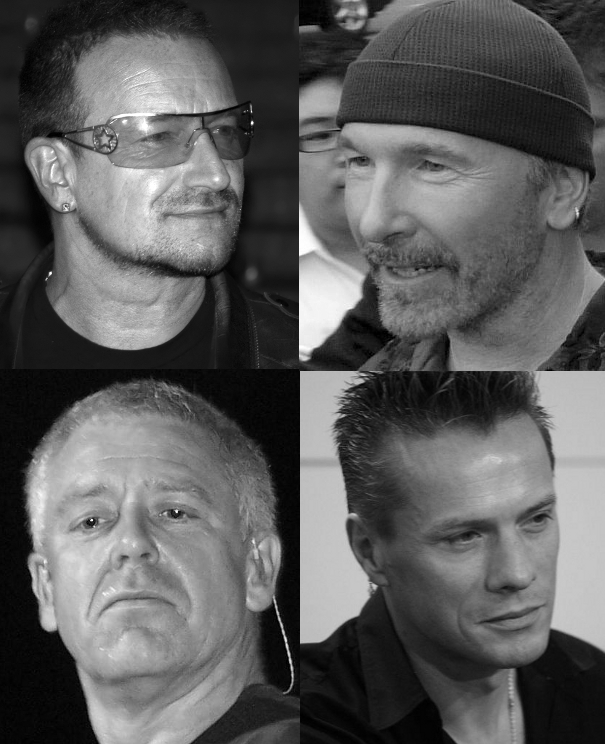
U2
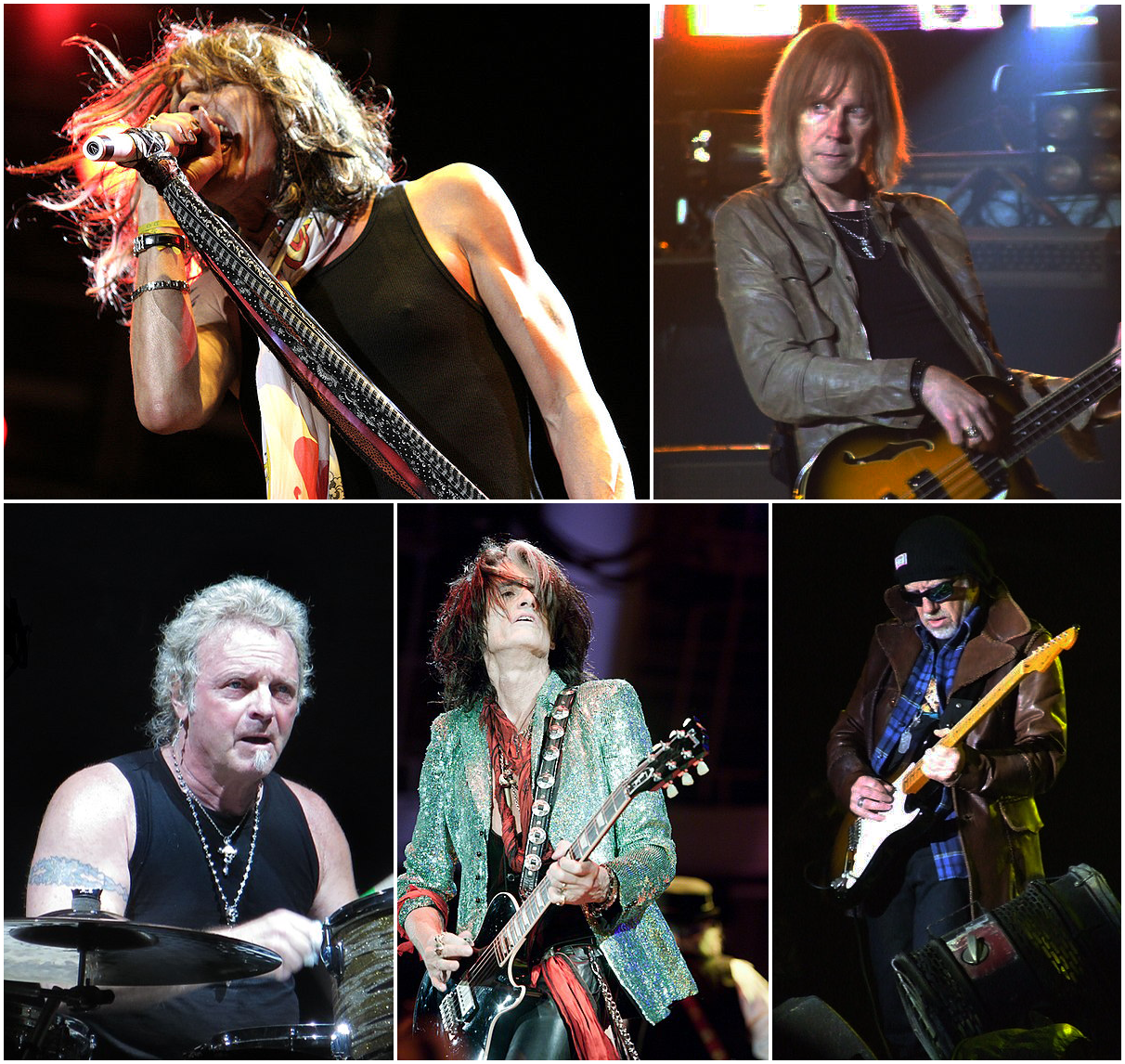
エアロスミス
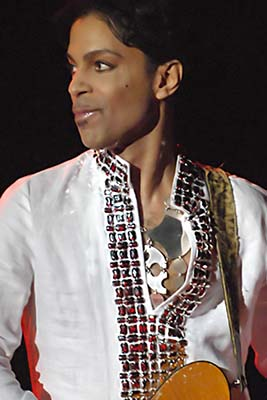
プリンス
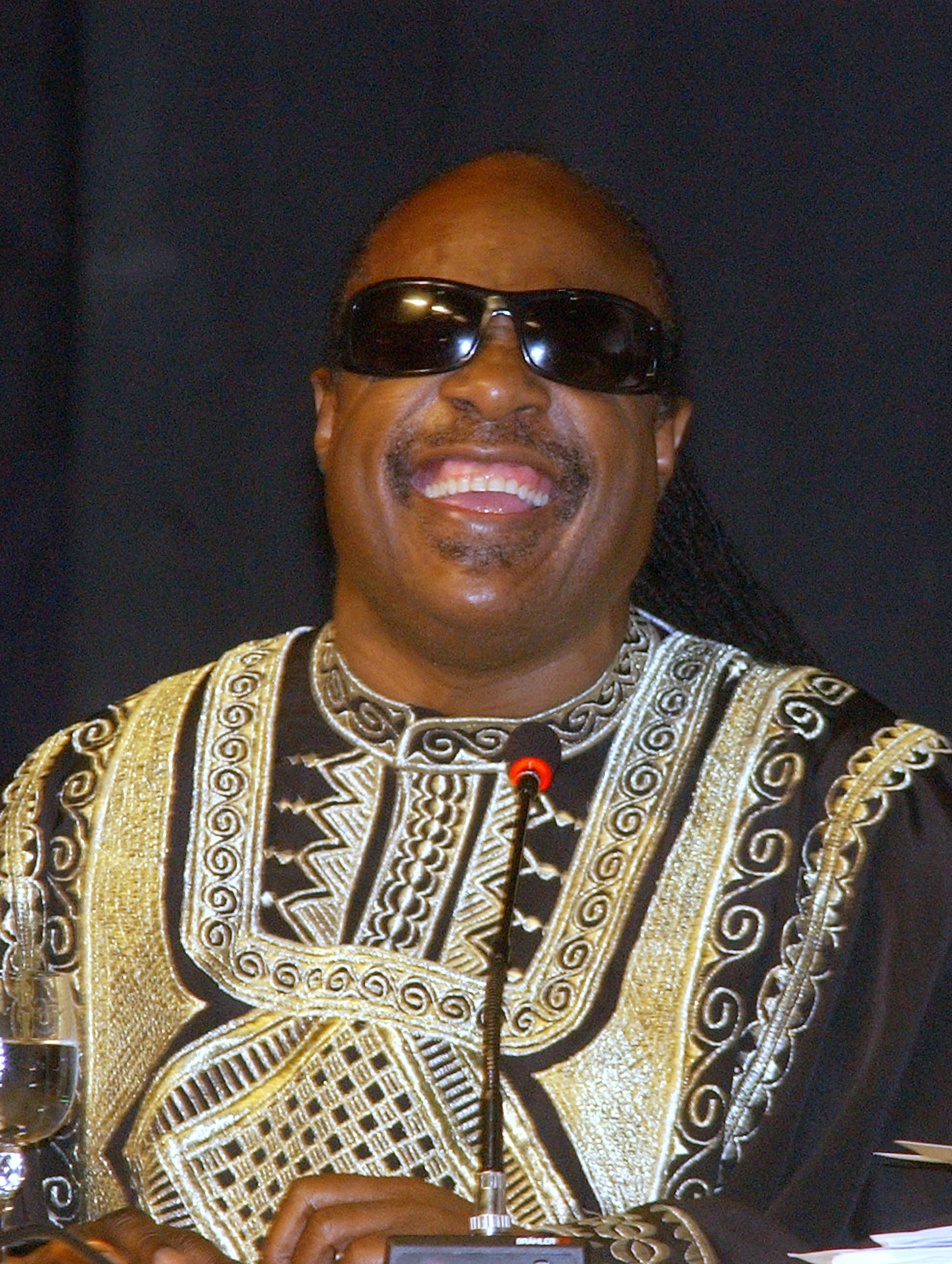
スティーヴィー・ワンダー
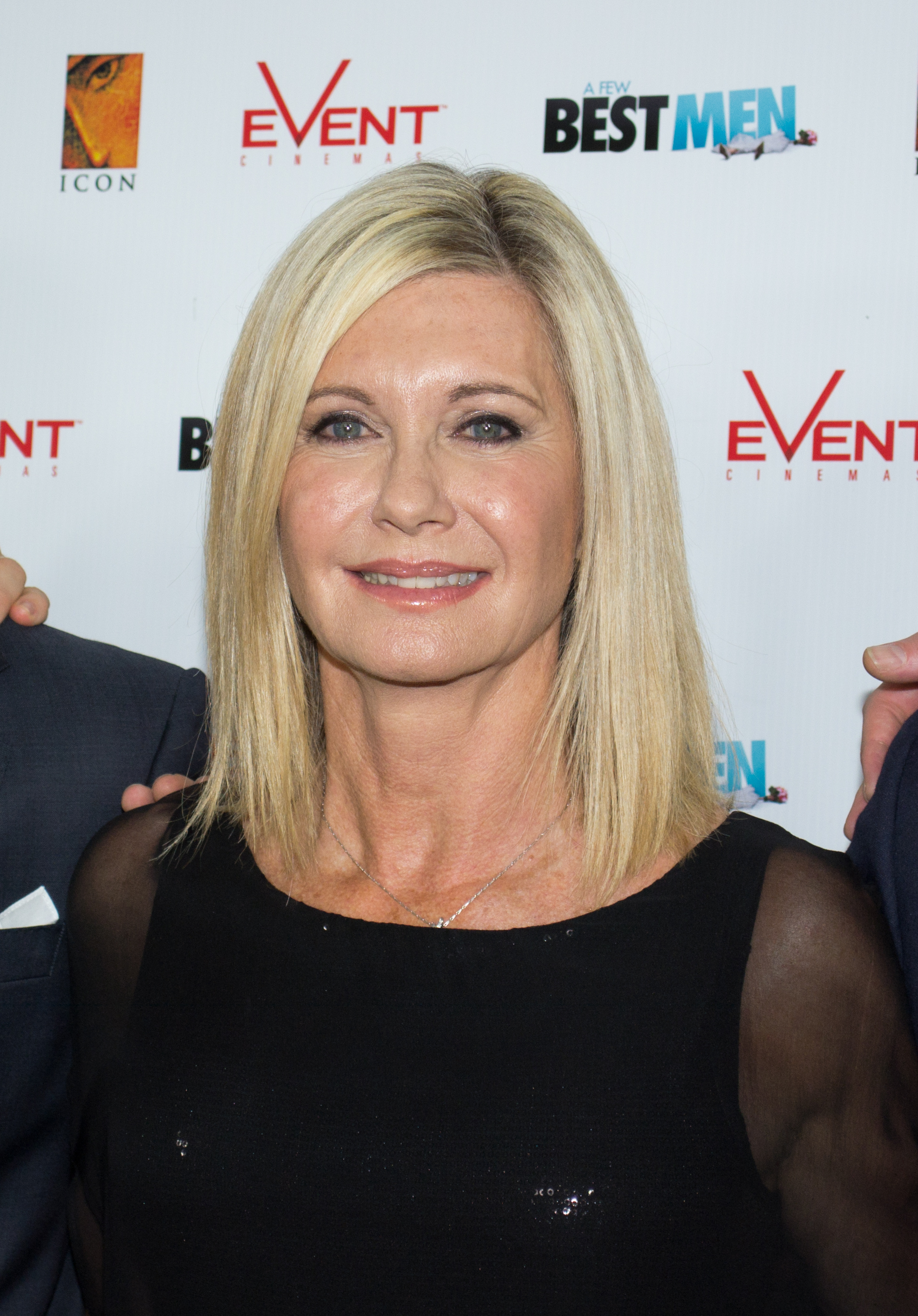
オリビア・ニュートン＝ジョン
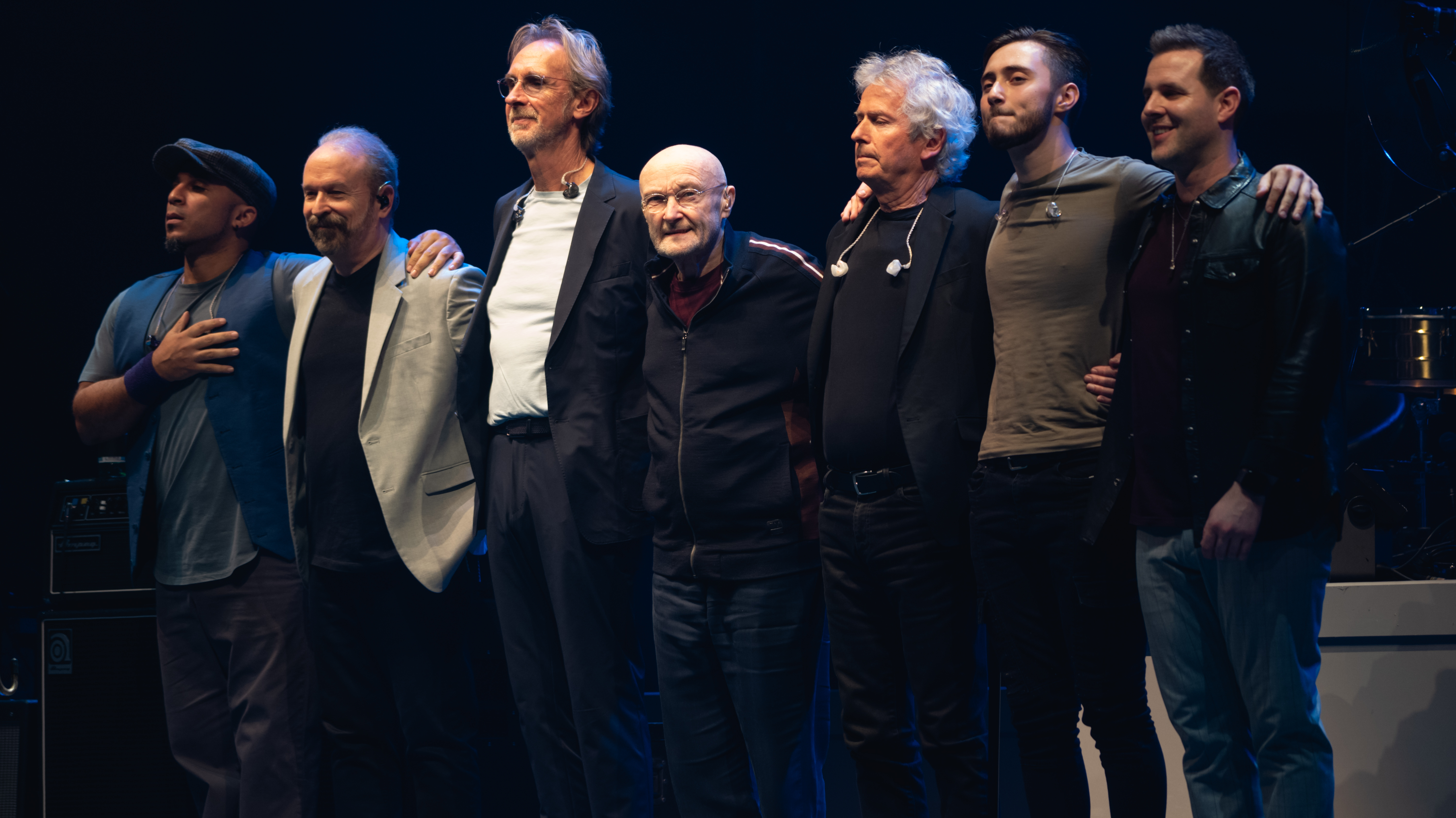
ジェネシス
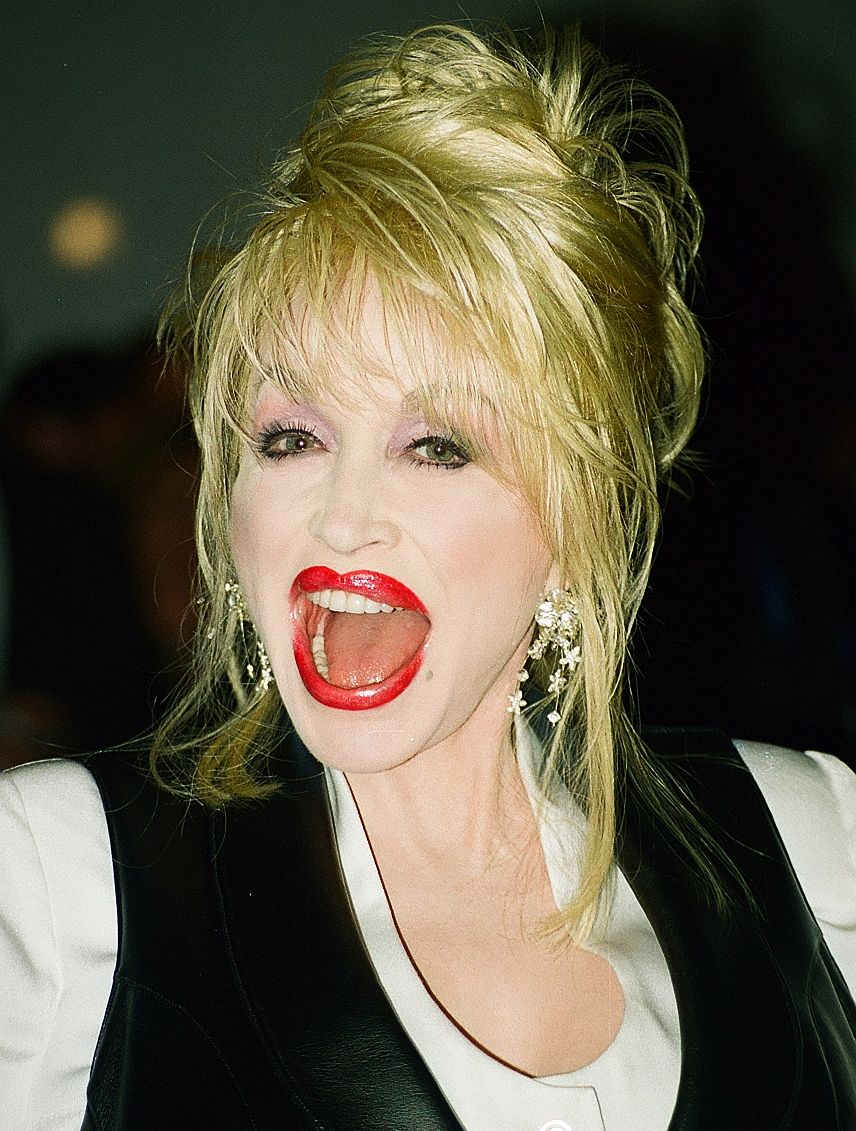
ドリー・パートン

| アーティスト                   | 国別                    | 活動期間                        | ジャンル                                                           | 推定売上 |
| ------------------------------ | ----------------------- | ------------------------------- | ------------------------------------------------------------------ | -------- |
| ジャネット・ジャクソン         | アメリカ合衆国          | 1982年 -                        | R&B / ポップ                                                       | 1.8億    |
| ドレイク                       | カナダ                  | 2001年-                         | ヒップホップ/R&B /ポップ                                           | 1.7億    |
| ガース・ブルックス             | アメリカ合衆国          | 1989年 -                        | カントリー                                                         | 1.7億    |
| カニエ・ウェスト               | アメリカ合衆国          | 1996年-                         | ヒップホップ/エレクトロニック/ポップ                               | 1.6億    |
| ビリー・ジョエル               | アメリカ合衆国          | 1964年 -                        | ポップ / ロック                                                    | 1.6億    |
| ジャスティン・ビーバー         | カナダ                  | 2008年-                         | ポップ/ティーンポップ/ダンスポップ                                 | 1.5億    |
| エド・シーラン                 | イギリス                | 2004年-                         | ポップ/ フォークポップ                                             | 1.5億    |
| ブルーノ・マーズ               | アメリカ合衆国          | 2004年-                         | ポップロック/R&B                                                   | 1.5億    |
| ブリトニー・スピアーズ         | アメリカ合衆国          | 1998年 -                        | ポップ / ダンス / ダンス・ポップ                                   | 1.5億    |
| ブルース・スプリングスティーン | アメリカ合衆国          | 1972年 -                        | ロック                                                             | 1.5億    |
| U2                             | アイルランド            | 1976年 -                        | ロック                                                             | 1.5億    |
| エアロスミス                   | アメリカ合衆国          | 1970年 -                        | ハードロック                                                       | 1.5億    |
| フィル・コリンズ               | イギリス                | 1980年-                         | ロック/プログレッシブロック/アダルトコテンプリー                   | 1.5億    |
| バーブラ・ストライサンド       | アメリカ合衆国          | 1960年 -                        | ポップ / アダルト・コンテンポラリー                                | 1.5億    |
| フリオ・イグレシアス           | スペイン                | 1968年-                         | ラテン                                                             | 1.5億    |
| ジェネシス                     | イギリス                | 1967年 -                        | プログレッシブ・ロック / ポップ・ロック                            | 1.5億    |
| フランク・シナトラ             | アメリカ合衆国          | 1935年 - 1995年                 | ポップ / スウィング                                                | 1.5億    |
| スティーヴィー・ワンダー       |                         | 1961年 -                        | R&B / ソウル                                                       | 1.5億    |
| プリンス                       |                         | 1976年 - 2016年                 | ファンク / R&B / ポップ / ソウル / ロック / ミネアポリス・サウンド | 1.5億    |
| ケイティ・ペリー               | アメリカ合衆国          | 2000年 -                        | ポップ                                                             | 1.4億    |
| クリス・ブラウン               | アメリカ合衆国          | 2005-                           | R&B/ヒップホップ/ポップ                                            | 1.4億    |
| デヴィッド・ボウイ             | イギリス                | 1964年 - 2016年                 | ロック                                                             | 1.4億    |
| ボニーM                        | ドイツ                  | 1975年 -                        | ディスコ                                                           | 1.4億    |
| ジェイ・Z                      | アメリカ合衆国          | 1996年-                         | ヒップホップ                                                       | 1.2億    |
| メタリカ                       | アメリカ合衆国          | 1981年 -                        | スラッシュメタル                                                   | 1.2億    |
| レディー・ガガ                 | アメリカ合衆国          | 2005年-                         | ポップダンス/エレクトロニック                                      | 1.2億    |
| シカゴ                         | アメリカ合衆国          | 1967年 -                        | ポップ・ロック                                                     | 1.2億    |
| ボン・ジョヴィ                 | アメリカ合衆国          | 1983年 -                        | ハードロック                                                       | 1.2億    |
| モダン・トーキング             | ドイツ                  | 1984年 - 1987年 1998年 - 2003年 | シンセポップ / ユーロポップ / ユーロダンス                         | 1.2億    |
| ダイアー・ストレイツ           | イギリス                | 1977年 - 1995年                 | ロック / ポップ                                                    | 1.2億    |
| ニール・ダイアモンド           | アメリカ合衆国          | 1966年 -                        | ポップ / ロック                                                    | 1.1億    |
| ステイタス・クォー             | イギリス                | 1967年 -                        | ロック                                                             | 1.1億    |
| A・R・ラフマーン               | インド                  | 1992年 -                        | 映画音楽                                                           | 1億      |
| バックストリート・ボーイズ     | アメリカ合衆国          | 1993年 -                        | ポップ                                                             | 1.4億    |
| バリー・ホワイト               | アメリカ合衆国          | 1972年 - 2003年                 | R&B / ソウル                                                       | 1億      |
| ブライアン・アダムス           | カナダ                  | 1979年 -                        | ロック                                                             | 1億      |
| カーペンターズ                 | アメリカ合衆国          | 1969年 - 1983年                 | ポップ                                                             | 1億      |
| シャルル・アズナヴール         | フランス                | 1936年 -                        | ポップ / シャンソン                                                | 1億      |
| シェール                       | アメリカ合衆国          | 1964年 -                        | ポップ / ダンス                                                    | 1億      |
| ディープ・パープル             | イギリス                | 1968年 -                        | ハードロック                                                       | 1億      |
| デペッシュ・モード             | イギリス                | 1980年 -                        | シンセロック / エレクトロニクス                                    | 1億      |
| ドリー・パートン               | アメリカ合衆国          | 1964年 -                        | カントリー / ポップ                                                | 1億      |
| フリートウッド・マック         | イギリス/アメリカ合衆国 | 1967年 -                        | ポップ・ロック                                                     | 1億      |
| ジョージ・マイケル             | イギリス                | 1981年 - 2016年                 | ポップ                                                             | 1億      |
| ガンズ・アンド・ローゼズ       | アメリカ合衆国          | 1985年 -                        | ハードロック                                                       | 1億      |
| ジョニー・アリディ             | フランス                | 1957年 - 2017年                 | ロック / ポップ                                                    | 1億      |
| ケニー・ロジャース             | アメリカ合衆国          | 1958年 -                        | カントリー / ポップ                                                | 1億      |
| キッス                         | アメリカ合衆国          | 1972年 -                        | ハードロック / ヘヴィメタル                                        | 1億      |
| ライオネル・リッチー           | アメリカ合衆国          | 1968年 -                        | ポップ / R&B                                                       | 1億      |
| ルチアーノ・パヴァロッティ     | イタリア                | 1961年 - 2006年                 | オペラ                                                             | 1億      |
| オリビア・ニュートン＝ジョン   | オーストラリア          | 1966年 -                        | ポップ                                                             | 1億      |
| ポール・マッカートニー         | イギリス                | 1957年 -                        | ロック                                                             | 1億      |
| ペリー・コモ                   | アメリカ合衆国          | 1933年 - 1998年                 | ポップ / スウィング                                                | 1億      |
| ペット・ショップ・ボーイズ     | イギリス                | 1981年 -                        | シンセポップ                                                       | 1億      |
| ロベルト・カルロス             | ブラジル                | 1959年 -                        | MPB / ブラジリアン・ロック                                         | 1億      |
| ロッド・スチュワート           | イギリス                | 1962年 -                        | ロック / ポップ                                                    | 1億      |
| スコーピオンズ                 | ドイツ                  | 1969年 -                        | ハードロック                                                       | 1億      |
| ティナ・ターナー               | アメリカ合衆国          | 1955年 -                        | ロックンロール / ポップ                                            | 1億      |
| ザ・フー                       | イギリス                | 1964年 -                        | ロック / ハードロック                                              | 1億      |
| デフ・レパード                 | イギリス                | 1977年 -                        | ハードロック / ヘヴィメタル                                        | 1億      |

### 6000万枚以上

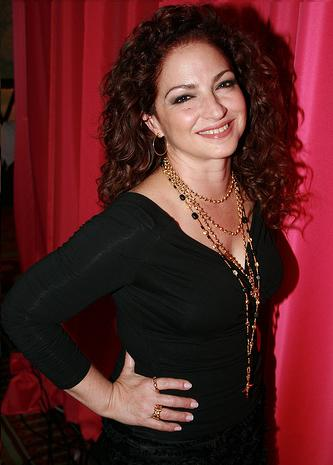
グロリア・エステファン
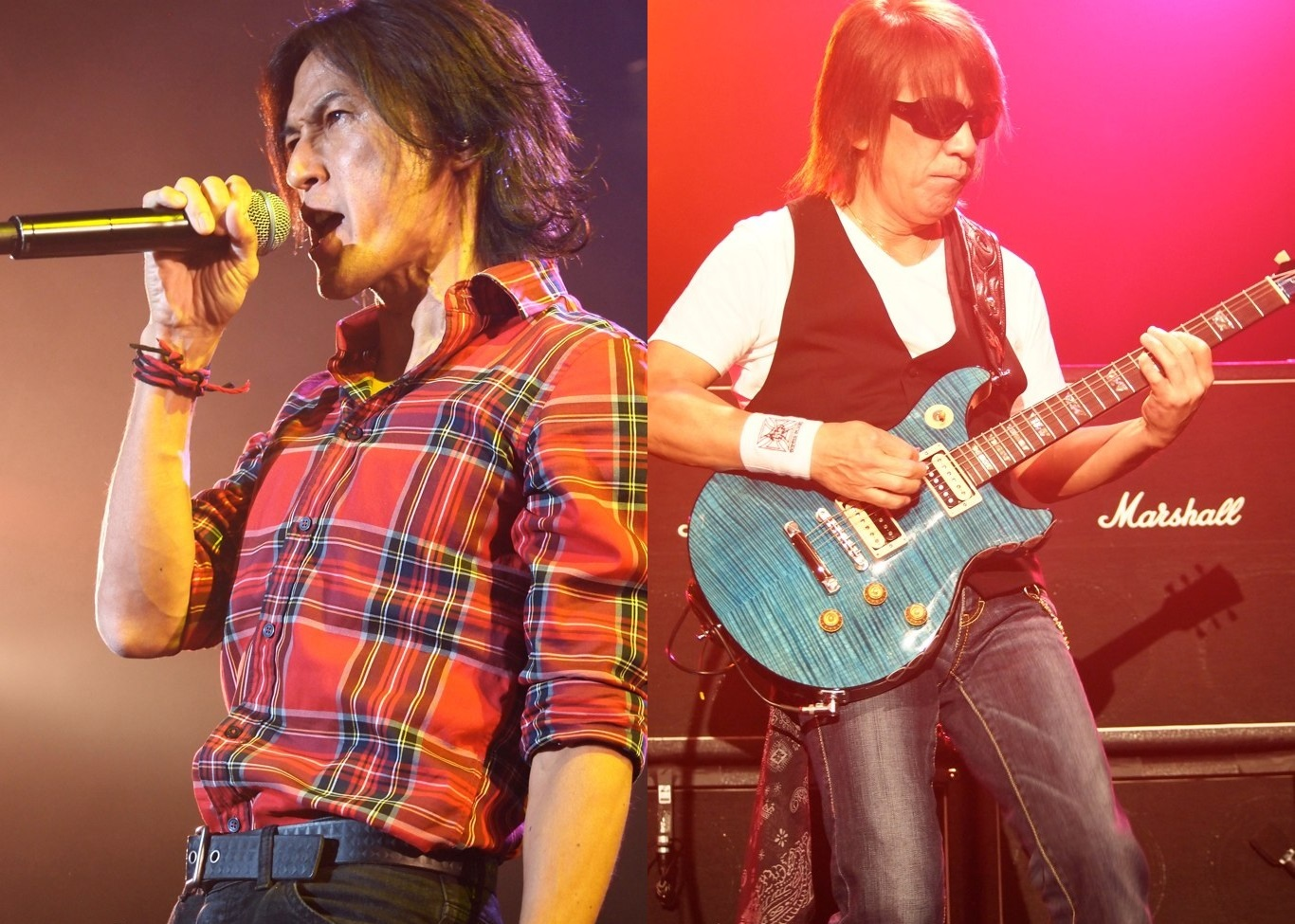
B'z
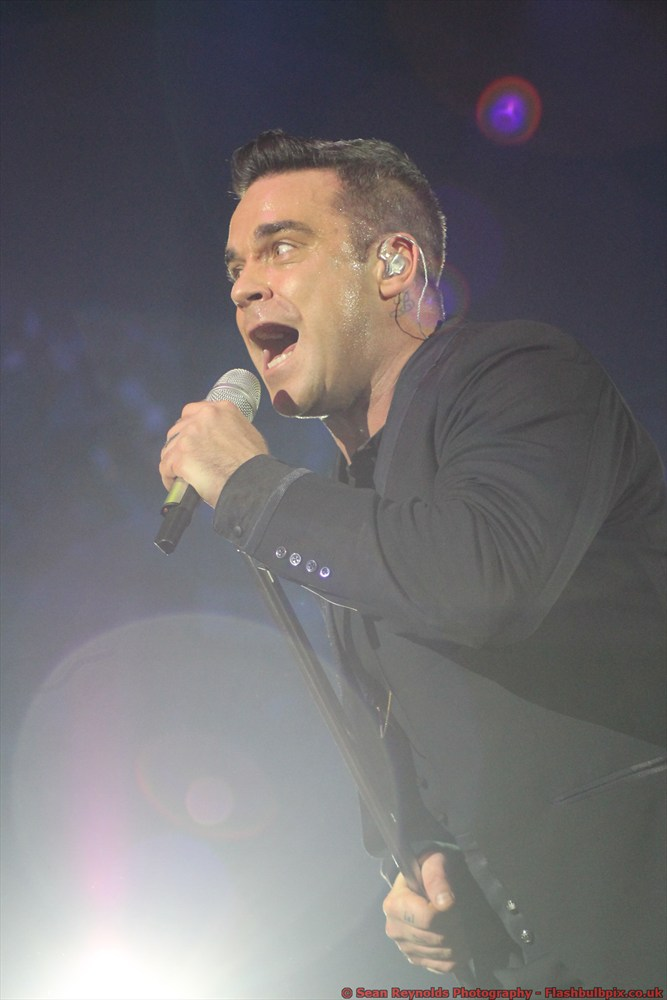
ロビー・ウィリアムズ
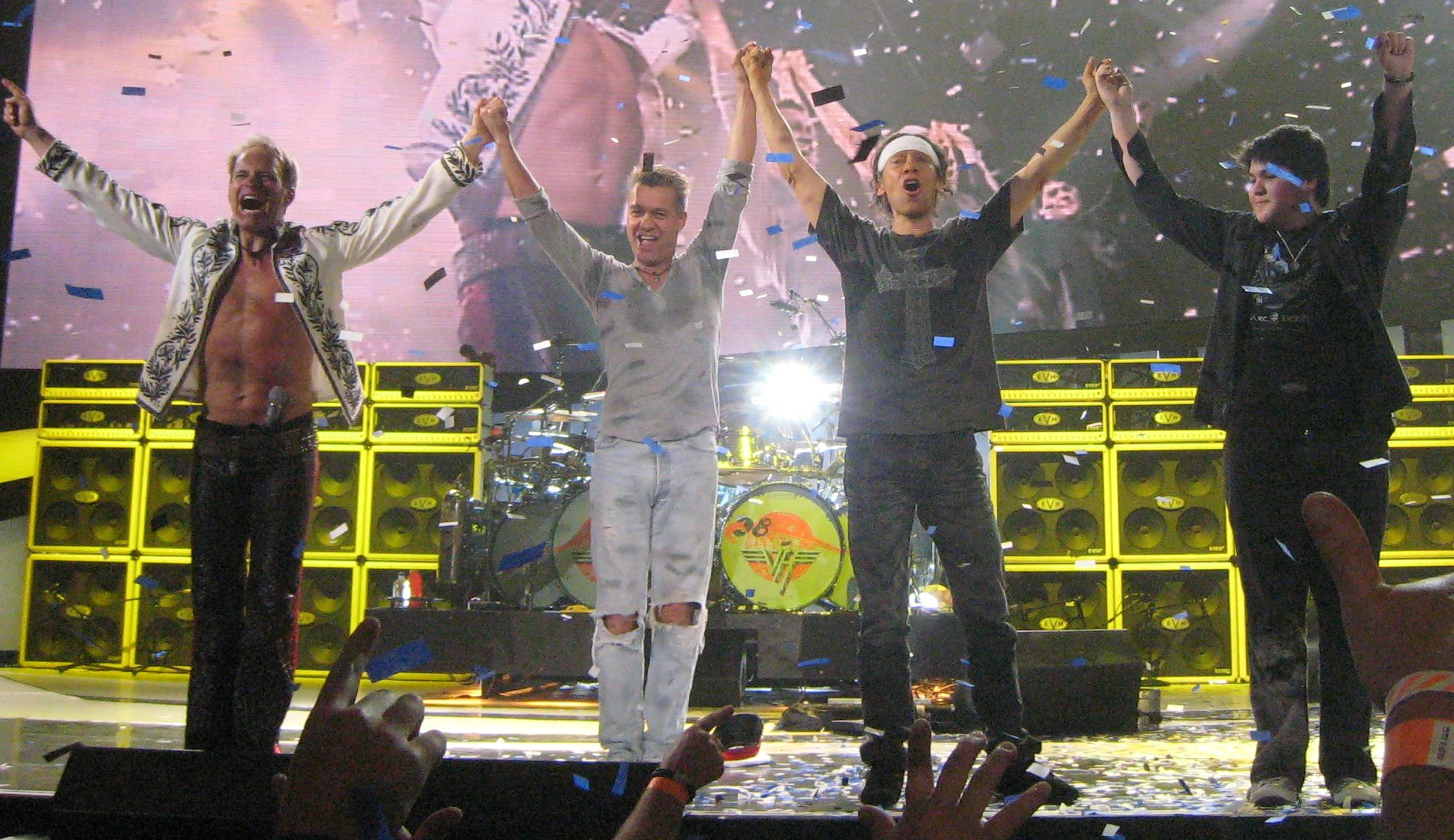
ヴァン・ヘイレン
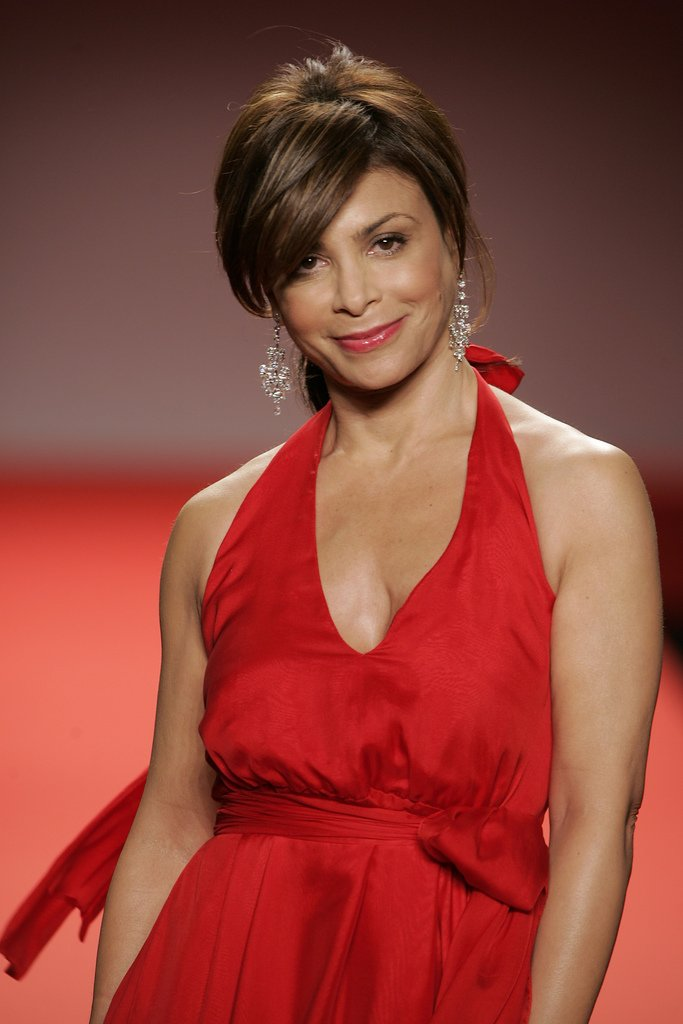
ポーラ・アブドゥル
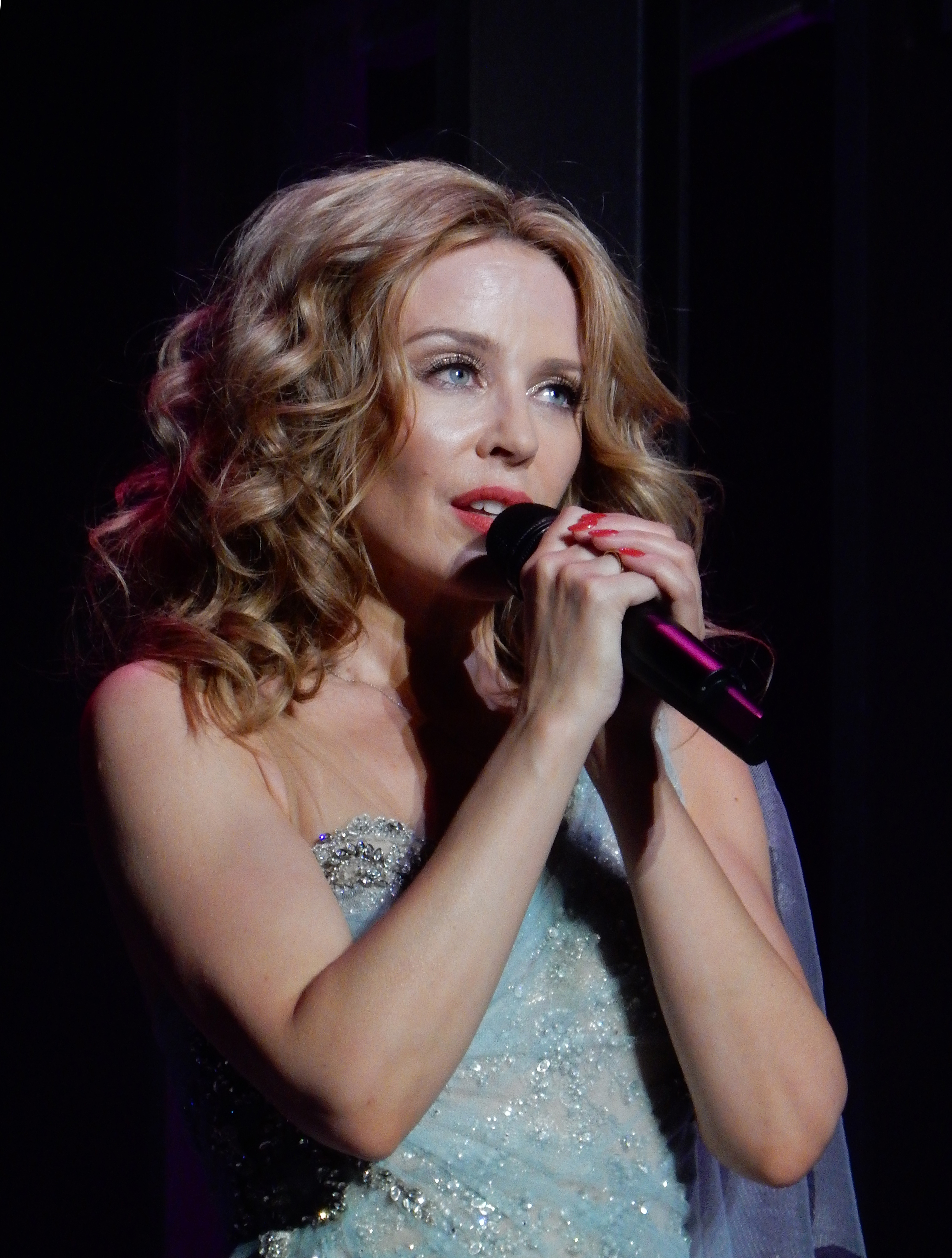
カイリー・ミノーグ
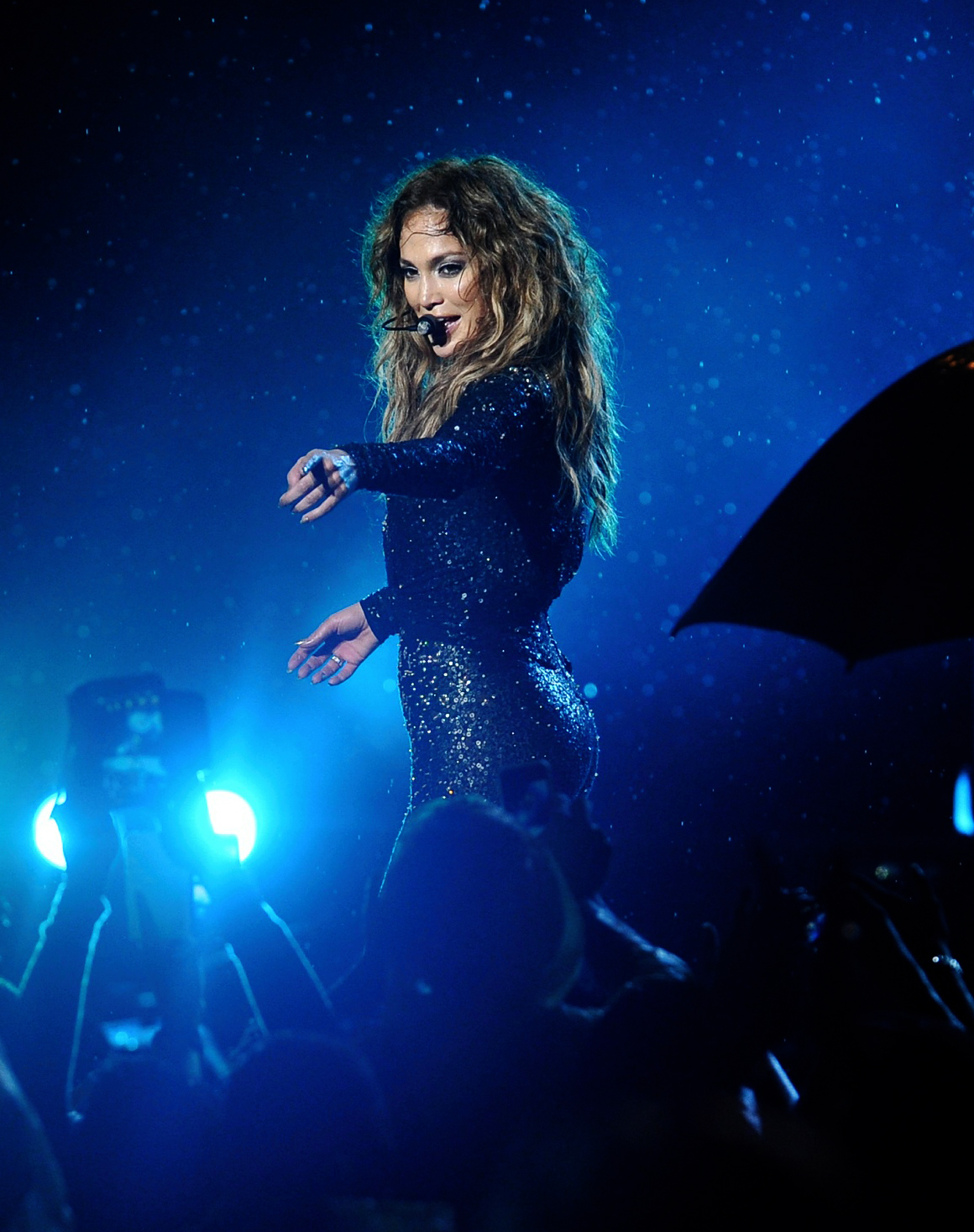
ジェニファー・ロペス
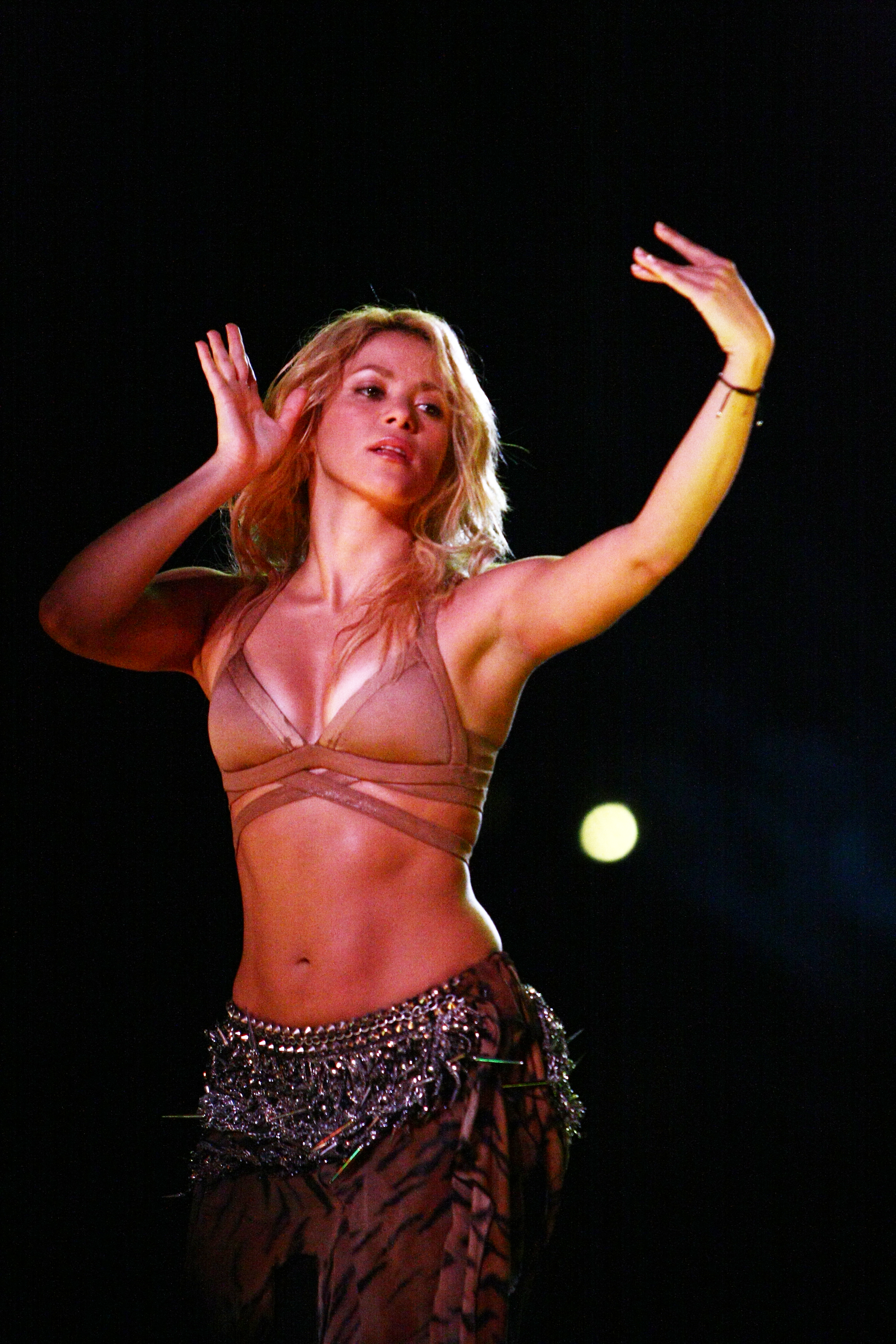
シャキーラ

| アーティスト                       | 国別           | 活動期間                        | ジャンル                                        | 推定売上 |
| ---------------------------------- | -------------- | ------------------------------- | ----------------------------------------------- | -------- |
| グロリア・エステファン             | アメリカ合衆国 | 1977年 -                        | ラテン / ダンス / ポップ                        | 9000万   |
| アイアン・メイデン                 | イギリス       | 1975年 -                        | ヘヴィメタル                                    | 8500万   |
| スパイス・ガールズ                 | イギリス       | 1996年 - 2000年 2007年 - 2008年 | ポップ / ダンス・ポップ                         | 8300万   |
| B'z                                | 日本           | 1988年 -                        | ハードロック / J-POP                            | 8200万   |
| ジェニファー・ロペス               | アメリカ合衆国 | 1986年-                         | ラテン/ヒップホップ/ダンス                      | 8000万   |
| カルロス・サンタナ                 | メキシコ       | 1966年 -                        | ロック                                          | 8000万   |
| ヴァン・ヘイレン                   | アメリカ合衆国 | 1978年 -                        | ハードロック                                    | 8000万   |
| ロビー・ウィリアムズ               | イギリス       | 1996年 -                        | ポップ                                          | 7500万   |
| ユーリズミックス                   | イギリス       | 1980年 -                        | ニュー・ウェーブ                                | 7500万   |
| ルイス・ミゲル                     | メキシコ       | 1982年 -                        | ラテン・ポップ / ボレロ / バラッド / マリアッチ | 7500万   |
| ジャーニー                         | アメリカ合衆国 | 1973年 -                        | アリーナ・ロック                                | 7500万   |
| 2パック                            | アメリカ合衆国 | 1990年 - 1996年                 | ヒップホップ                                    | 7500万   |
| グリーン・デイ                     | アメリカ合衆国 | 1987年 -                        | パンク・ロック / オルタナティブ・ロック         | 7500万   |
| シャキーラ                         | コロンビア     | 1990年 -                        | ラテン / ポップ・ロック                         | 7500万   |
| ボブ・ディラン                     | アメリカ合衆国 | 1959年 -                        | フォーク / ロック                               | 7000万   |
| デュラン・デュラン                 | イギリス       | 1978年 -                        | ニュー・ウェーブ / オルタナティブ・ロック       | 7000万   |
| エンヤ                             | アイルランド   | 1982年 -                        | ニューエイジ / セルティック                     | 7000万   |
| アンドレア・ボチェッリ             | イタリア       | 1994年 -                        | ポップ / クラシック / オペラ                    | 7000万   |
| ジャン・ミッシェル・ジャール       | フランス       | 1971年 -                        | ニューエイジ                                    | 7000万   |
| ケニー・G                          | アメリカ合衆国 | 1982年 -                        | スムーズジャズ                                  | 7000万   |
| ニュー・キッズ・オン・ザ・ブロック | アメリカ合衆国 | 1984年 -                        | ティーン・ポップ                                | 7000万   |
| ミートローフ                       | アメリカ合衆国 | 1968年 -                        | ロック                                          | 7000万   |
| UB40                               | イギリス       | 1980年 -                        | レゲエ                                          | 7000万   |
| ジョージ・ストレイト               | アメリカ合衆国 | 1981年 -                        | カントリー                                      | 6800万   |
| ヴィレッジ・ピープル               | アメリカ合衆国 | 1977年 -                        | ディスコ                                        | 6500万   |
| シャナイア・トゥエイン             | カナダ         | 1993年 -                        | カントリー・ポップ                              | 6500万   |
| ポーラ・アブドゥル                 | アメリカ合衆国 | 1988年 -                        | ポップ                                          | 6000万   |
| ボーイズIIメン                     | アメリカ合衆国 | 1990年 -                        | R&B                                             | 6000万   |
| AKB48                              | 日本           | 2005年 -                        | J-POP                                           | 6200万   |
| ジェスロ・タル                     | イギリス       | 1968年 -                        | プログレッシブ・ロック / ハードロック           | 6000万   |
| カイリー・ミノーグ                 | オーストラリア | 1987年 -                        | ダンス・ポップ                                  | 6000万   |
| ロクセット                         | スウェーデン   | 1986年 -                        | ポップ / ロック                                 | 6000万   |
| リッキー・マーティン               | プエルトリコ   | 1984年 -                        | ポップ / ラテン・ポップ / ダンス・ポップ        | 6000万   |
| オルハン・ゲンジェバイ             | トルコ         | 1966年 -                        | ワールド・フュージョン / フォーク               | 6000万   |
| パール・ジャム                     | アメリカ合衆国 | 1990年 -                        | オルタナティブ・ロック / グランジ               | 6000万   |
| Mr.Children                        | 日本           | 1989年 -                        | ロック / J-POP                                  | 6000万   |

### 5000万枚以上

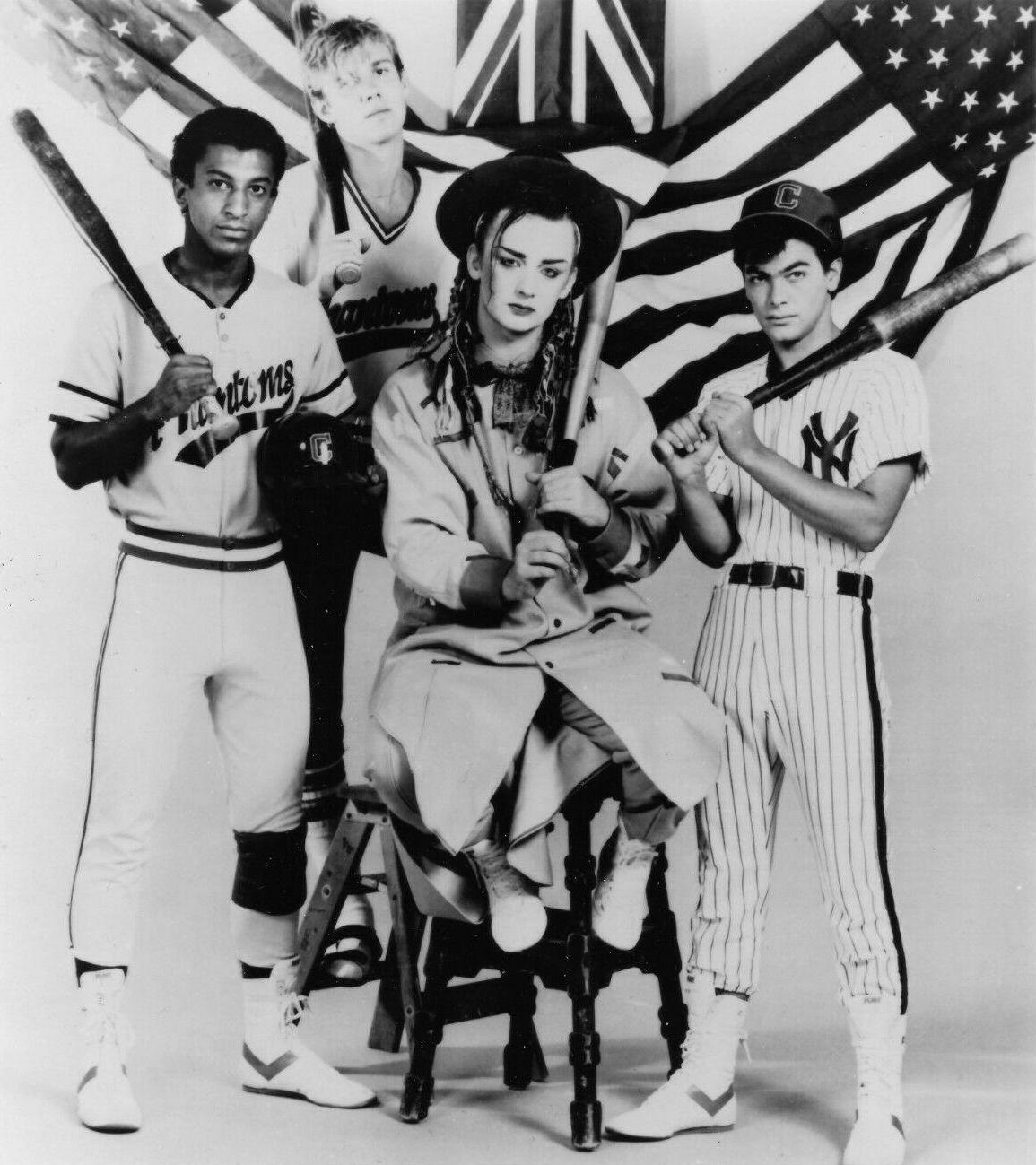
カルチャー・クラブ
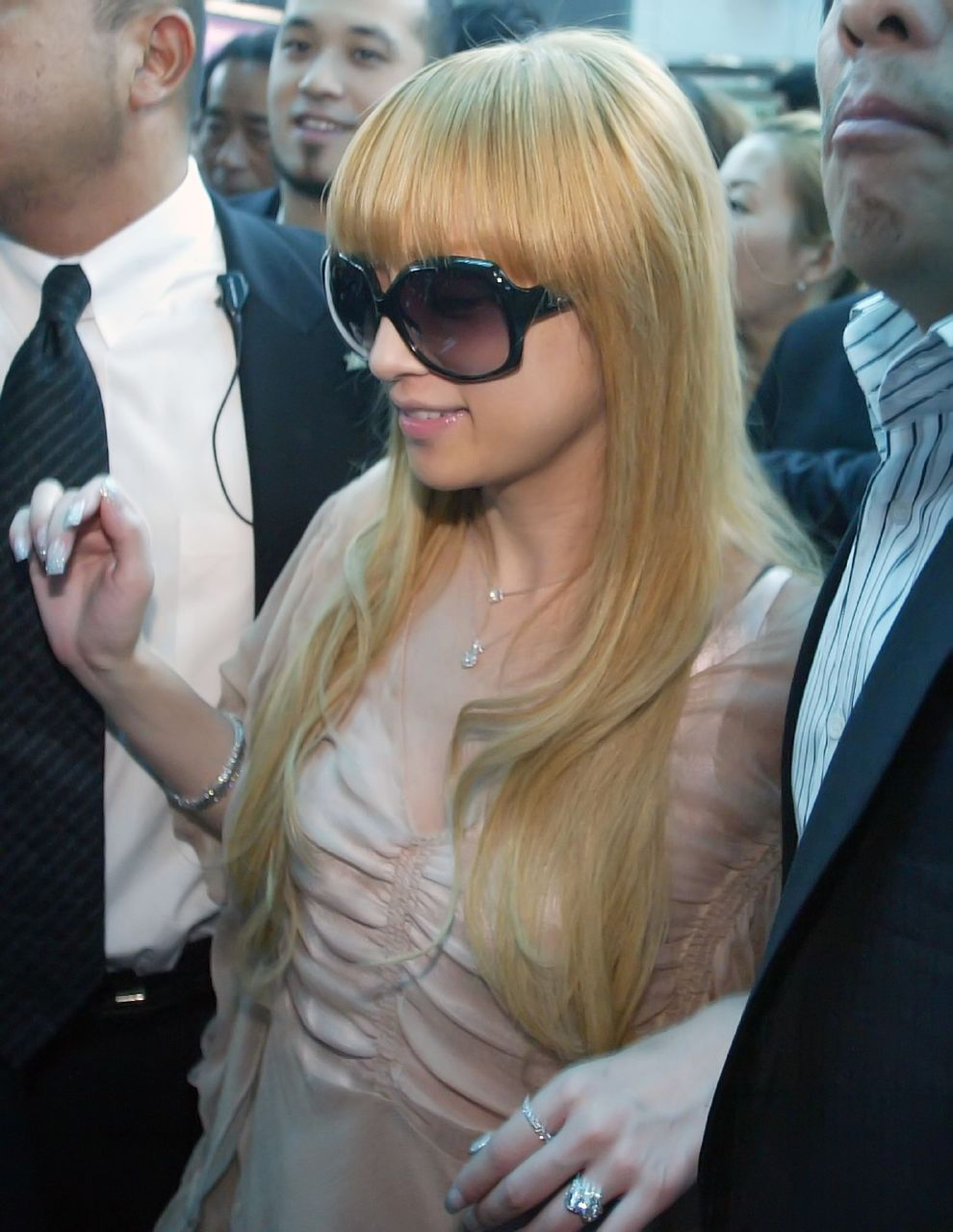
浜崎あゆみ
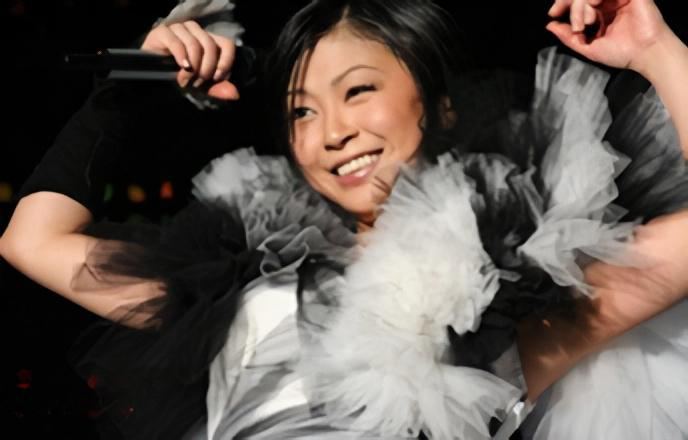
宇多田ヒカル
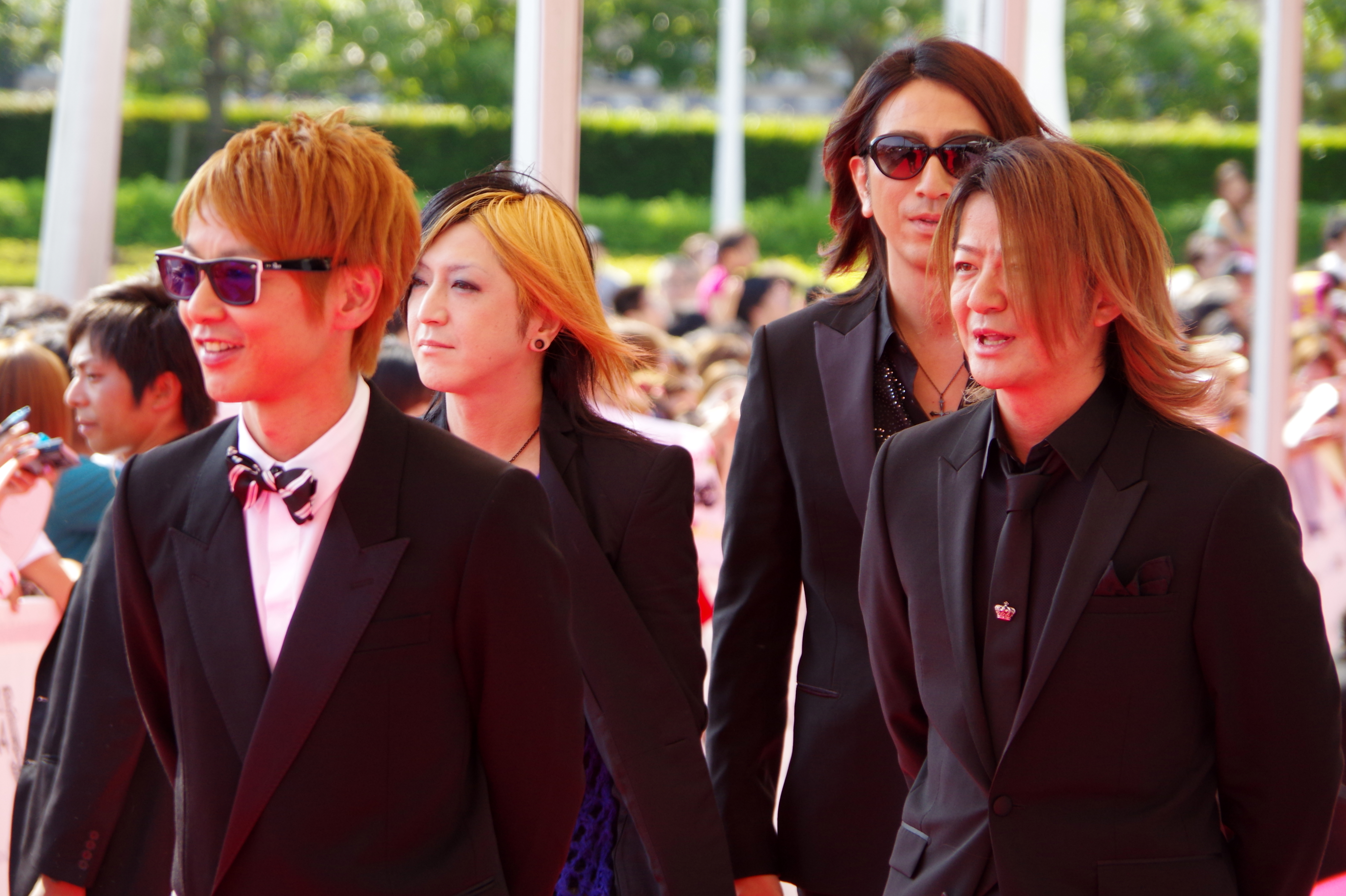
GLAY

| アーティスト                        | 国別           | 活動期間        | ジャンル                                           | 推定売上 |
| ----------------------------------- | -------------- | --------------- | -------------------------------------------------- | -------- |
| GLAY                                | 日本           | 1994年 -        | ロック / J-POP                                     | 5600万   |
| ブラック・アイド・ピーズ            | アメリカ合衆国 | 1995年 -        | ヒップホップ / エレクトロ・ポップ / R&B / ダンス   | 5600万   |
| DREAMS COME TRUE                    | 日本           | 1989年 -        | J-POP                                              | 5500万   |
| リーバ・マッキンタイア              | アメリカ合衆国 | 1974年 -        | カントリー / カントリー・ポップ                    | 5500万   |
| マイケル・ボルトン                  | アメリカ合衆国 | 1968年 -        | ポップ                                             | 5300万   |
| カルチャー・クラブ                  | イギリス       | 1982年-         | ポップ/ ニューロマンティック                       | 5000万   |
| エイス・オブ・ベイス                | スウェーデン   | 1987年 -        | ユーロポップ                                       | 5000万   |
| アラン・ジャクソン                  | アメリカ合衆国 | 1989年 -        | カントリー                                         | 5000万   |
| アリス・クーパー                    | アメリカ合衆国 | 1965年 -        | ハードロック / ヘヴィメタル                        | 5000万   |
| アン・マレー                        | カナダ         | 1969年 -        | カントリー / アダルト・コンテンポラリー            | 5000万   |
| 浜崎あゆみ                          | 日本           | 1994年 -        | J-POP                                              | 5000万   |
| ブラック・サバス                    | イギリス       | 1968年 -        | ヘヴィメタル                                       | 5000万   |
| ボブ・シーガー                      | アメリカ合衆国 | 1961年 -        | ロック                                             | 5000万   |
| コールドプレイ                      | イギリス       | 1997年 -        | オルタナティブ・ロック / ポスト・ブリットポップ    | 5000万   |
| デスティニーズ・チャイルド          | アメリカ合衆国 | 1998年 - 2005年 | R&B / ポップ                                       | 5000万   |
| フォー・トップス                    | アメリカ合衆国 | 1954年 -        | R&B                                                | 5000万   |
| ジェームス・ラスト                  | ドイツ         | 1963年 -        | インストゥルメンタル / クラシック                  | 5000万   |
| ジョニー・キャッシュ                | アメリカ合衆国 | 1955年 - 2003年 | カントリー / ロックンロール                        | 5000万   |
| リンキン・パーク                    | アメリカ合衆国 | 2000年 -        | サンプリング / オルタナティブ・ロック / ラップコア | 5000万   |
| モトリー・クルー                    | アメリカ合衆国 | 1981年 -        | グラム・メタル                                     | 5000万   |
| ナット・キング・コール              | アメリカ合衆国 | 1936年 - 1965年 | ヴォーカル・ジャズ                                 | 5000万   |
| ニルヴァーナ                        | アメリカ合衆国 | 1987年 - 1994年 | グランジ / オルタナティブ・ロック                  | 5000万   |
| ニッケルバック                      | カナダ         | 1995年 -        | オルタナティブ・ロック                             | 5000万   |
| オアシス                            | イギリス       | 1991年 - 2009年 | ブリットポップ / ロック                            | 5000万   |
| ポリス                              | イギリス       | 1977年 -        | ポップ・ロック / ニュー・ウェーブ                  | 5000万   |
| レイ・コニフ                        | アメリカ合衆国 | 1956年 - 2002年 | ポップ / イージー・リスニング                      | 5000万   |
| レッド・ホット・チリ・ペッパーズ    | アメリカ合衆国 | 1983年 -        | ファンク・ロック / オルタナティブ・ロック          | 5000万   |
| R.E.M.                              | アメリカ合衆国 | 1980年 -        | オルタナティブ・ロック                             | 5000万   |
| シャーデー                          | イギリス       | 1983年 -        | R&B / ソウル / ジャズ / ソフトロック               | 5000万   |
| トム・ペティ&ザ・ハートブレイカーズ | アメリカ合衆国 | 1976年 -        | ロック                                             | 5000万   |
| トニー・ベネット                    | アメリカ合衆国 | 1949年 -        | トラディショナル・ポップ / ジャズ                  | 5000万   |
| 宇多田ヒカル                        | 日本           | 1998年 -        | J-POP / R&B                                        | 5000万   |
| ヴィセンテ・フェルナンデス          | メキシコ       | 1965年 -        | ラテン / マリアッチ                                | 5000万   |
| ウィリー・ネルソン                  | アメリカ合衆国 | 1956年 -        | カントリー                                         | 5000万   |

## Notes^
*認定システムは過去半世紀の間に確立されたものであるため、すべての売上を集計できるわけではない。認定システムの設立前に発表・販売されたすべてのレコードが必ずしもデータベースに記載されているとは限らない。以下に各国の認定機関の設立年を記載する。
- - アメリカ合衆国: 1958年[202]
  - 日本: 1987年[204] （オンライン公開されたものは2003年以降のみ）
  - イギリス: 1973年[4]
  - ドイツ: 1975年[5]
  - フランス: 1973年[205]
  - カナダ: 1975年[206]
  - オーストラリア: 1997年[8]（オンライン公開されたものは、過去に認定されたものがあっても1997年以降のみ）
  - スペイン: 2004年[20]（オンライン公開されたものは、過去に認定されたものがあっても2004年以降のみ）
  - メキシコ: 1999[207]
  - ブラジル: 1990年[9]
  - オランダ: 1978[21]
  - オーストリア: 1990年[13]
  - スイス: 1989年[12]（オンライン公開されたものは、過去に認定されたものがあっても1989年以降のみ）
  - スウェーデン: 1987年[11]（毎年末に発表される）
  - ポーランド: 1995[33]
  - フィンランド: 1971年[208]
  - アルゼンチン: 1980年[209]

- 一部のレコードは、ゴールド・プラチナ認定を受けるレベルまで達していないため、認定を受けていないものがある[202]。表は、上記の市場、そのうち30万以上を含むデータベースが含まれている。

- 通常、実際の売上枚数ではなく出荷枚数で集計されたものが認定を受けるため、小売店が売ることができる枚数より多く注文した場合は、実際の売上よりも多いことがある。なお、レコード会社は認定を受けるためには料金が発生する。そのため、認定を受ける状態に達しても、レコード会社は必ずしも認定を申し込むとは限らず、認定機関のデータベースでは見えないものが多い[210][211][212]。

- 1999年から2000年にかけて始まった不正コピー行為によって[213]、ほとんどの音楽市場は売上を低下した。そのため、認定機関は認定するレベルを下げることになった。以下に変更された国の機関を記述する。

- - アメリカ合衆国[214]（アメリカの認定機関は、1989年以前はシングルについて、ゴールド=100万枚、プラチナ=200万枚だった[215]）
  - イギリス[216]
  - ドイツ[217]
  - フランス[17][218][219]
  - カナダ[220]
  - メキシコ[221]
  - ブラジル[222]
  - オランダ[223]
  - アルゼンチン[224]
  - スウェーデン[225]
  - スイス[12]
  - フィンランド[208]
- 2009年に国際レコード・ビデオ製作者連盟は、音楽ダウンロードの95%が不法行為であると発表した[226]。違法なダウンロード行為は、売上の数値には含まれない。

- 表は、2つの出典を含めている。